# 2017年の音楽
2017年の音楽（2017ねんのおんがく）では、2017年の音楽分野に関する動向をまとめる。
2016年の音楽 - 2017年の音楽 - 2018年の音楽

## 世界で最も売れたアーティスト
IFPI Global Recording Artist of the Year

最もヒットしたアルバムとシングルはそれぞれ、エド・シーランの「÷」と「Shape Of You」だった。
- 1位 エド・シーラン
- 2位 ドレイク
- 3位 テイラー・スウィフト
- 4位 ケンドリック・ラマー
- 5位 エミネム
- 6位 ブルーノ・マーズ
- 7位 ザ・ウィークエンド
- 8位 イマジン・ドラゴンズ
- 9位 リンキン・パーク
- 10位 ザ・チェインスモーカーズ

## 日本で活躍したアーティスト
※Billboard JAPAN
- 1位 星野源
- 2位 欅坂46
- 3位 TWICE
- 4位 乃木坂46
- 5位 Mr.Children
- 6位 AKB48
- 7位 ONE OK ROCK
- 8位 RADWIMPS
- 9位 安室奈美恵
- 10位 米津玄師

## 詳細

### 1月
- 5日 - 男女3人組音楽グループ・いきものがかりが、公式サイトにて『放牧宣言』と題するグループとしての無期限の活動休止を発表した[3]。
- 12日 - 男女混成グループ・AAA（トリプルエー）の伊藤千晃が40代実業家男性との結婚ならびに妊娠を発表。これと同時に3月末でグループから卒業することもあわせて発表[4]。
- 14日 - ロックバンド・OKAMOTO'Sのドラマー・オカモトレイジが女優の臼田あさ美と結婚したことを発表[5]。
- 25日 - スピッツが今年結成30周年を迎えるのを記念しアニバーサリーツアー「SPITZ 30th ANNIVERSARY TOUR "THIRTY30FIFTY50"」の開催を発表[6]。
- 26日 -  韓国のアイドルグループのWonder Girlsが解散を公式発表[7]。
- 31日
  - EXILEなどが所属する芸能プロダクションLDHは、7人組ダンスパフォーマーによる新グループ『FANTASTICS』を結成することをこの日放送の『週刊EXILE』（TBSテレビ）の中で発表。同グループのリーダーには、EXILEのパフォーマー・世界と佐藤大樹が就任[8]。
  - 前年末の交通事故により入院していた、EXILE、PKCZのMAKIDAIがこの日放送の日本テレビ系『ZIP!』で復帰[9]、事故後初めてテレビ出演[10][11]。

### 2月
- 8日 - 女性アイドルグループ・私立恵比寿中学の松野莉奈が致死性不整脈のため死去。松野は7日に大阪・オリックス劇場にて「港カヲル 人間生活46周年コンサート 〜演奏・グループ魂〜」に出演する予定だったが体調不良のため急遽欠席[12]、松野以外のメンバーは予定通り出演していた[13]。
- 9日 - 宇多田ヒカルが3月1日付でエピックレコードジャパンへ移籍することを発表。28日でユニバーサルミュージックとの契約が満了になることを受けたもの[14]。
- 12日 - ピアニストの内田光子が自身2度目となるグラミー賞（最優秀クラシック・ソロボーカル賞）を受賞。複数回の受賞は日本人初の快挙[15]
- 19日 - 2.5次元イケメン女子グループ・THE HOOPERSのメンバー、佑妃(ユウヒ)と泉貴(ミズキ)の2名が5月4日に行われるライブを最後にグループを脱退することを発表[16]。
- 20日 - 乃木坂46の橋本奈々未が、さいたまスーパーアリーナで行われた「乃木坂46“5th YEAR BIRTHDAY LIVE 〜橋本奈々未 卒業コンサート〜”」を以て、グループを卒業し芸能界を引退[17]。
- 21日 - 日本記念日協会が、2月22日をEXILE THE SECONDの記念日「EXILE THE SECOND DAY」（セカンドの日）に認定したことを発表[18]。
- 22日
  - AKB48のメンバー・小嶋陽菜が、国立代々木競技場第一体育館でコンサート『こじまつり〜小嶋陽菜感謝祭〜』が開催され、その中で自身の誕生日である4月19日に、秋葉原のAKB48劇場で卒業公演を行うことも併せて発表される[19]。
  - AKB48のメンバー・岡田奈々が中国地方を本拠とする姉妹グループ・STU48と兼任することを自身のSHOWROOMで発表し[20]、翌23日放送の『AKB48のオールナイトニッポン』（ニッポン放送）においてキャプテンに任命された。また同番組では、HKT48の指原莉乃のSTU48兼任とSTU48劇場支配人に任命されることも発表された[21]。
  - ハロー!プロジェクトのつばきファクトリーがデビューシングル『初恋サンライズ/Just Try!/うるわしのカメリア』でメジャーデビュー[22]。
  - ASKAが、薬物事件後初のオリジナル・アルバム『Too many people』を、DADAレーベルよりリリース。

### 3月
- 5日 - 女性アイドルグループSUPER☆GiRLSの結成当初からのメンバーで、前年6月から3代目リーダーを務める前島亜美がこの日、自身のブログを更新し、3月31日を以てグループから卒業することを発表した。今後はソロとしての活動に専念する[23]。
- 6日 - お笑いタレント・古坂大魔王がプロデュースする歌手のピコ太郎が、日本武道館において『PPAPPT（パーティー）』と題し、公演を行う[24]。
- 8日 - LINE株式会社が、楽曲に関するレコード制作、楽曲管理などを行う音楽レーベル「LINE RECORDS」を設立したことを発表[25]。
- 11日 - モーニング娘。の元メンバーで、芸能活動を休止していた道重さゆみが、3月18日に放送されるMBSラジオ『ヤングタウン土曜日』に出演・芸能活動に復帰することが、この日放送の同番組でパーソナリティーの明石家さんま（コメディアン・司会者）から発表される[26]。
- 13日
  - SiMのボーカルMAHがタレントのダーブロウ有紗と結婚したことを自身のTwitterで発表した[27]。
  - 第9回CDショップ大賞の結果が発表され、大賞は宇多田ヒカル、準大賞はAimerに選ばれた[28]。
- 31日 - 昨年12月より活動自粛していたゲスの極み乙女。が活動再開。発売を一旦中止していた「達磨林檎」を5月10日にリリース、さらにアルバム発売を記念して発売日の5月10日にワンマンライブを開催することも発表[29]。

### 4月
- 1日 - 株式会社グローバル・ハーツは、日本初のヒップホップ専門チャンネル「WREP」をインターネットラジオ局として開局。なお、同局の局長には、ヒップホップアーティストのZeebraが就任[30][31]。
- 8日 - アイドルグループ・AKB48の田名部生来が、秋葉原のAKB48劇場で行われたライブでグループからの脱退を発表[32]。
- 13日
  - アイドルグループ・AKB48のチームBキャプテン・木﨑ゆりあが、ニッポン放送『AKB48のオールナイトニッポン』の中で、グループ脱退を表明[33]。
  - plentyが9月16日に開催される日比谷野外大音楽堂での単独公演「plenty ラストライブ『拝啓。皆さま』」をもって解散することを発表[34]。
- 14日 - スピッツがコンプリート・シングル・コレクション3枚組BOX「CYCLE HIT 1991-2017 Spitz Complete Single Collection -30th Anniversary BOX-」を発売することを発表。この中から2006年から2016年のシングル曲と新曲3曲のみの「CYCLE HIT 2006-2017 Spitz Complete Single Collection」も同時発売。さらにオリジナルアルバムとミニアルバムの全16作品のアナログ盤のリリースも決定した[35]。
- 16日 - 女性ボーカルグループLittle Glee Monsterのメンバー・麻珠が、この日グループの公式サイト及びグループのレギュラーラジオ番組『リトグリのハモれでぃお』（東海ラジオ）内で、この日を以って自身のグループ活動を無期限で休止することを発表。その間も他のメンバー5名でグループ活動は継続し、自身もグループ活動休止中も個人の音楽活動は行う意向であることも併せて発表[36][37]していたが、同年6月30日グループの公式サイトにて、麻珠のグループ卒業と所属事務所・所属レーベルと契約終了したことを発表[38][39]。
- 17日 - 女性アイドルグループ・SUPER☆GiRLSのメンバー・木戸口桜子が体調不良により当面の間グループ活動を休止することをグループの公式サイト上で発表[40]。
- 18日 - アイドルグループ・AKB48の島田晴香が、動画配信サービス『SHOWROOM』に生出演。その中で、9月をめどにグループを脱退すると同時に芸能界を引退することを発表[41]。
- 19日 - アイドルグループ・AKB48の小嶋陽菜の卒業公演が、秋葉原のAKB48劇場で行われた[42]。
- 28日 - バンド・SEKAI NO OWARIが海外展開を目的としたプロジェクト「End of the World」として楽曲「One More Night」をリリースし、世界デビュー。
- 29日 - アイドルグループ・HKT48の指原莉乃がプロデュースする、声優アイドルオーディションの最終審査が代々木アニメーション学院で行われ、通過者の13人が発表された。なお、新グループ名を『=LOVE(イコールラブ)』とすることも併せて発表[43]。

### 5月
- 3日 - 広島市で開幕した『2017ひろしまフラワーフェスティバル』のステージにおいて、AKB48の中国地区を本拠とする姉妹グループ・STU48のメンバー32名がお披露目された[44][45]。
- 7日 - フレデリックでサポートメンバーを活動してきていた高橋武がこの日開催された「COMIN'KOBE17」にて正式にメンバーとなることを発表[46]。
- 10日 - ロックバンド・X JAPANのドラマーYOSHIKIが、首の頸椎の人工椎間板の置換を行う緊急手術を行うことを発表。持病の頸椎椎間孔狭窄症の悪化が原因としている[47]。
- 11日 - 活動自粛をしているindigo la Endがフジテレビオンデマンドで配信されるドラマ「ぼくは麻理のなか」のオープニングテーマとして新曲「鐘泣く命」を提供することを発表。その後7月12日にフルアルバム「Crying End Roll」のリリースと6月23日にワンマンツアーを行うことも発表[48][49]。
- 13日 - パスピエのやおたくやがライブイベント「森、道、市場2017」をもって脱退した[50]。
- 15日 - LDH所属の7人組パフォーマンスグループ・FANTASTICSに、ボーカルとしての新メンバーを加入させるに当たり、TBS系『週刊EXILE』で、「VOCAL BATTLE AUDITION 5」の開催を発表[51]。
- 18日 - LDH所属の歌手・塩ノ谷早耶香が、自身の公式サイトにて芸能界を引退することを発表[52]。曜日DJとしてレギュラー出演していたbayfm「MUSIC SALAD FROM U-kari STUDIO」同月25日放送回への出演が最後の仕事になる[53]。
- 22日 - イングランドマンチェスターで米国歌手アリアナ・グランデのコンサートが終了した直後に、会場建屋内で自爆テロが発生。コンサートの観客を中心に22人が死亡、59人が負傷した（詳細はマンチェスター・アリーナに於ける爆発物事件を参照）[54]。
- 24日 - KAT-TUNの元メンバー・田中聖が大麻取締法違反容疑で逮捕され[55]、ボーカルを務めるバンド・INKTが活動休止[56][57]。
- 27日 - 6月12日のさいたまスーパーアリーナでのコンサートで解散する女性5人組アイドルグループ・℃-uteのメンバー萩原舞が、解散をもって芸能界を引退することを自身のブログで表明[58]。

### 6月
- 5日 - LDH所属の女性グループ・E-girlsが「E.G.family」へと組織を拡大し、E-girlsはメンバーを整理し11人による新体制で再始動することをこの日発表[59]。
- 17日 - AKB48の49枚目のシングルの選抜メンバーを決める『第9回AKB48選抜総選挙』の開票イベントが沖縄県豊見城市公民館[60][注 1]で開催され、指原莉乃（HKT48、STU48兼任）が3年連続で1位を獲得。2位の渡辺麻友（AKB48）がこの日、年内でAKB48を卒業することを発表した[61]。
- 19日 - 前年いっぱいを以って解散したアイドルグループ・SMAPの元メンバー5人のうち、稲垣吾郎・草彅剛・香取慎吾の3人が、所属事務所・ジャニーズ事務所を今年9月で退社することを発表。一方、木村拓哉・中居正広の2人については、事務所に残留するとしている[62]。
- 21日 - NMB48の須藤凜々花がグループからの卒業を発表[63]（同年8月30日卒業）。
- 28日 - ジャニーズ事務所所属のアイドルデュオ・KinKi Kidsのメンバー堂本剛が前日から突発性難聴を発症し入院、1週間の安静が必要との指示を受けたことが、テレビ東京系でこの日放送された音楽特番『テレ東音楽祭2017』において、相方の堂本光一により公表された。

### 7月
- 11日 - スピッツが7月17日付のオリコン週間アルバムランキングでTOP100に19作ランクイン。19作同時TOP100入りは2013年に達成したAKB48と並び歴代最多タイ記録。男性アーティスト（グループ･ソロ含む）としてはマイケル・ジャクソンとザ･ビートルズがそれぞれ2009年に記録した16作を超え歴代最多となった[64]。
- 17日 - 日本でサザンオールスターズが、かつて出演したアサヒ飲料「三ツ矢サイダー」のテレビコマーシャルに1980年以来38年ぶりに出演、最新作「夏とサザンとサイダーと」篇がこの日から放映開始。新CMではサザンの5人が「三ツ矢サイダー」を片手に歌う場面に、38年前の彼らの映像がインサートされる。なお、放映初日は中京テレビ制作・日本テレビ系列で放送された特別番組『アサヒ飲料スペシャル これぞニッポンの海〜美しい海に魅了された人たち〜』（14:55 - 16:20）内で、同日限定バージョン（75秒）が放映された[65]。
- 31日 - 小室哲哉（キーボード奏者・作曲家・音楽プロデューサー、TM NETWORK）と浅倉大介（同、access）の両名が新ユニット、PANDORAを結成。この日、エイベックスが発表した[66]。

### 8月
- 3日 - ET-KINGのリーダー、いときんが肺腺癌のため治療に専念、年内のライブ活動を休止することが、この日同グループの公式サイトにて発表された。グループの活動そのものは継続される[67]。
- 6日
  - 6人組女性アイドルグループ・でんぱ組.incの最上もがが、同日付を以ってグループを脱退したことを、自身のブログで発表[68]。
  - 乃木坂46の中元日芽香が体調不良を理由にグループを卒業することを自らMCを務めるラジオ番組で発表（時期未定）[69]。翌7日、卒業と同時に芸能界引退を引退することを公式ブログで発表[70]。
- 9日 - May’nと、WUGのコラボレーションユニット「Wake Up,May’n!」が、『One In A Billion』をリリース[71]。
- 29日 - 日本でサザンオールスターズのリードオフマンである桑田佳祐のアルバム『がらくた』が9月4日付のオリコンチャートで初登場1位を獲得し、ソロアーティストとして今年の暫定1位の売上を記録した[72]。

### 9月
- 1日
  - EXILEのボーカル・TAKAHIROが、女優の武井咲と結婚したことを発表[73]。
  - KAT-TUNの元メンバー・田中聖がボーカルを務めるバンド・INKTが解散[74]。
- 3日 - ジャニーズ事務所所属の滝沢秀明と今井翼によるユニット「タッキー&翼」がこの日、個人活動に専念するとの理由で、9月末で2人での活動を一時休止することを発表[75]。
- 19日
  - 日本で桑田佳祐のアルバム『がらくた』が3週間ぶりに返り咲き1位となり、男性ソロのオリジナル・アルバムとしては、B'zの稲葉浩志の作品『マグマ』以来で20年7ヶ月ぶりとなり、今世紀初の快挙となった[76]。
  - 西川貴教が個人名義で初のシングルとなる、Takanori Nishikawa feat. Shuta Sueyoshi（AAA）のコラボレーションシングル「BIRI×BIRI」がデジタル・ダウンロードで配信開始[77][注 2]。
- 20日 - 安室奈美恵がこの日、2018年9月16日をもって引退する意向を表明した[78][79]。
- 30日 - YUKIが所属していたソニー・ミュージックアーティスツとの契約を終了[80]。

### 10月
- - 乃木坂46の伊藤万理華が年内でグループから卒業することを公式ブログで発表[81][82]。
- 20日 - アルカラの田原和憲が事実上の脱退になったことを発表[83]。

### 11月
- 15日 - 『第59回日本レコード大賞』の優秀作品・新人賞等の審査会が開かれ、各賞受賞者が発表される。なお大賞・最優秀新人賞は12月30日の生放送時に決定となる[84]。
- 16日
  - 『第68回NHK紅白歌合戦』の出場全歌手が発表される[85]。
  - 乃木坂46の北野日奈子が体調不良により療養に専念するため、活動を当面の間休止することをグループの公式サイト及び自身の公式ブログで明らかにした[86][87]。
- 24日 - 女性ロックバンドのチャットモンチーが2018年7月をもって解散することを発表[88]。

### 12月
- 1日
  - ヒップホップユニット・HilcrhymeのメンバーDJ KATSUが、大麻取締法違反（所持）の疑いで静岡県警に現行犯逮捕された[89]。この逮捕の報を受け、翌2日、ユニットの公式サイトにて謝罪した上で同月に新潟県と東京都で行われる予定だったライブツアー2公演を中止することを報告した[90]。
  - L'Arc〜en〜CielのhydeとOblivion DustのK.A.Zの2人によるVAMPSが同月末での活動休止を発表[91]。
- 3日 - 『第50回日本作詩大賞』が開催（テレビ東京系にて18:30 - 19:54に放送）[92]。司会は徳光和夫（フリーアナウンサー）と福田典子（テレビ東京アナウンサー）が担当した。喜多條忠が伍代夏子に提供した「肱川あらし」で大賞初受賞となった[93]。
- 4日 - 『第50回 日本有線大賞』が開催（TBSテレビ系にて19:00 - 22:54に放送[注 3]）[94]。司会は梅沢富美男（俳優・歌手）と吉田羊（女優）が担当した。氷川きよしが「男の絶唄」で4年ぶり9度目となる大賞受賞となった。また賞自体は継続の見込みだが、1978年の第11回から継続されてきたTBSテレビ系での放送が今回を以って終了となった[95]。
- 23日 - 乃木坂46の伊藤万理華がこの日の仙台での握手会をもってグループから卒業した[96]。
- 24日 - V6の岡田准一が12月23日に女優の宮崎あおいと結婚したことを発表した[97]。
- 30日 - 『第59回日本レコード大賞』が開催（TBSテレビ系にて18:30 - 22:00に放送[注 4]）され、乃木坂46が「インフルエンサー」で初の大賞を受賞した[98]。
- 31日
  - AKB48の第3期メンバーでもある渡辺麻友が、この日の『第68回NHK紅白歌合戦』を最後にグループを卒業した。
  - デューク・エイセスがこの日を以て解散、結成から62年の歴史に幕[99]。

## 日本のシングル
- Billboard JAPAN Hot 100は星野源「恋」が年間1位を獲得した[100]。
- 「恋」はダウンロードでも年間1位を獲得しており、これがHot 100年間1位を牽引した[100]。
- 今年から公開が始まったストリーミングチャートではエド・シーラン「シェイプ・オブ・ユー」が年間1位を獲得した[100]。
- CDは8年連続でAKB48が年間1位となっている。

### Billboard Japan Hot 100年間TOP25/邦楽・洋楽
※提供：Billboard JAPAN （2016年11月27日 - 2017年11月26日集計）

- 1位 星野源「恋」
- 2位 エド・シーラン「シェイプ・オブ・ユー」
- 3位 DAOKO×米津玄師「打上花火」
- 4位 欅坂46「不協和音」
- 5位 欅坂46「二人セゾン」
- 6位 TWICE「TT」
- 7位 乃木坂46「インフルエンサー」
- 8位 ピコ太郎「PPAP(ペンパイナッポーアッポーペン)」
- 9位 RADWIMPS「前前前世」
- 10位 欅坂46「サイレントマジョリティー」
- 11位 オースティン・マホーン「ダーティ・ワーク」
- 12位 乃木坂46「逃げ水」
- 13位 星野源「Family Song」
- 14位 米津玄師「ピースサイン」
- 15位 AKB48「願いごとの持ち腐れ」
- 16位 乃木坂46「いつかできるから今日できる」
- 17位 欅坂46「風に吹かれても」
- 18位 Perfume「TOKYO GIRL」
- 19位 Suchmos「STAY TUNE」
- 20位 SEKAI NO OWARI「RAIN」
- 21位 ジャスティン・ビーバー「ホワット・ドゥ・ユー・ミーン?」
- 22位 AKB48「シュートサイン」
- 23位 TWICE「SIGNAL」
- 24位 AKB48「#好きなんだ」
- 25位 back number「ハッピーエンド」

### CD年間TOP10/邦楽
※提供：オリコン（2016年12月12日 - 2017年12月10日集計）
- 1位 AKB48「願いごとの持ち腐れ」
- 2位 AKB48「#好きなんだ」
- 3位 AKB48「11月のアンクレット」
- 4位 AKB48「シュートサイン」
- 5位 乃木坂46「逃げ水」
- 6位 乃木坂46「インフルエンサー」
- 7位 乃木坂46「いつかできるから今日できる」
- 8位 欅坂46「不協和音」
- 9位 欅坂46「風に吹かれても」
- 10位 嵐「Doors〜勇気の軌跡〜」

### ダウンロード年間TOP10/邦楽・洋楽
※提供：Billboard JAPAN （2016年11月27日 - 2017年11月26日集計）
- 1位 星野源「恋」
- 2位 RADWIMPS「前前前世」
- 3位 WANIMA「やってみよう」
- 4位 DAOKO×米津玄師「打上花火」
- 5位 back number「ハッピーエンド」
- 6位 Doughnuts Hole「おとなの掟」
- 7位 オースティン・マホーン「ダーティー・ワーク」
- 8位 Mr.Children「HANABI」
- 9位 RADWIMPS「なんでもないや」
- 10位 米津玄師「ピースサイン」

### ストリーミング年間TOP10
※提供：Billboard JAPAN （2016年11月27日 - 2017年11月26日集計）
- 1位 エド・シーラン「シェイプ・オブ・ユー」
- 2位 ジャスティン・ビーバー「ホワット・ドゥ・ユー・ミーン?」
- 3位 DAOKO × 米津玄師「打上花火」
- 4位 チェインスモーカーズ「クローサー feat.ホールジー」
- 5位 欅坂46「サイレントマジョリティー」
- 6位 清水翔太「My Boo」
- 7位 オースティン・マホーン「ダーティ・ワーク」
- 8位 星野源「恋」
- 9位 ゼッド & アレッシア・カーラ「ステイ」
- 10位 ONE OK ROCK「Wherever you are」

### インディーズシングル年間TOP10
- 1位 刀剣男士 formation of 三百年「勝利の凱歌」
- 2位 超特急「My Buddy」
- 3位 超特急「超ネバギバDANCE」
- 4位 仮面女子「仮面大陸〜ペルソニア〜/ISUMI〜四季彩の街で〜」
- 5位 刀剣男士 team新選組 with蜂須賀虎徹「ユメひとつ」
- 6位 M!LK「テルネロファイター」
- 7位 M!LK「疾走ペンデュラム」
- 8位 Hi-STANDARD「Vintage & New, Gift Shits」
- 9位 ゴールデンボンバー「#CDが売れないこんな世の中じゃ」
- 10位 SUPER★DRAGON「ワチャ-ガチャ!」

### 演歌・歌謡年間TOP10
- 1位 氷川きよし「男の絶唱」
- 2位 山内惠介「愛が信じられないなら」
- 3位 竹島宏「月枕」
- 4位 水森かおり「早鞆ノ瀬戸」
- 5位 三山ひろし「男の流儀」
- 6位 市川由紀乃「はぐれ花」
- 7位 純烈「愛でしばりたい」
- 8位 丘みどり「佐渡の夕笛/雨の木屋町」
- 9位 福田こうへい「母ちゃんの浜唄」
- 10位 福田こうへい「道ひとすじ」

### ゴールドディスク認定
| 作品名                                                           | 認定       |
| ミリオン                                                         | ミリオン   |
| ---------------------------------------------------------------- | ---------- |
| AKB48「11月のアンクレット」                                      | 2017年12月 |
| ダブル・プラチナ                                                 |            |
| 嵐「Doors〜勇気の軌跡〜」                                        | 2017年11月 |
| BTS (防弾少年団)「MIC Drop/DNA/Crystal Snow」                    | 2017年12月 |
| プラチナ                                                         |            |
| 関ジャニ∞「応答セヨ」                                            | 2017年11月 |
| NMB48「ワロタピーポー」                                          | 2017年12月 |
| NGT48「世界はどこまで青空なのか?」                               | 2017年12月 |
| Hey! Say! JUMP「White Love」                                     | 2017年12月 |
| ゴールド                                                         |            |
| Kis-My-Ft2「赤い果実」                                           | 2017年11月 |
| 315 STARS「THE IDOLM＠STER SideM ANIMATION PROJECT 01 Reason!!」 | 2017年11月 |
| ジャニーズWEST「僕ら今日も生きている/考えるな、燃えろ!!」        | 2017年11月 |
| 三代目 J Soul Brothers from EXILE TRIBE「J.S.B. HAPPINESS」      | 2017年12月 |
| Saint Aqours Snow「Awaken the power」                            | 2017年12月 |
| 東方神起「Reboot」                                               | 2017年12月 |
| 米津玄師「ピースサイン」                                         | 2021年4月  |

## 日本のアルバム
- 安室奈美恵の『Finally』が発売から2ヶ月（2018年1月）でダブルミリオンを突破した。アルバム作品の売上枚数が200万枚を突破したのは、2012年にビートルズの『ザ・ビートルズ1』が記録して以来5年5ヶ月ぶり。

### 年間TOP50
※提供：オリコン（2016年12月12日 - 2017年12月10日集計）
- 1位 安室奈美恵 -『Finally』
- 2位 SMAP -『SMAP 25 YEARS』
- 3位 嵐 -『「untitled」』
- 4位 AKB48 -『サムネイル』
- 5位 back number -『アンコール』
- 6位 三代目J Soul Brothers from EXILE TRIBE -『THE JSB WORLD』
- 7位 乃木坂46 -『生まれてから初めて見た夢』
- 8位 関ジャニ∞ -『ジャム』
- 9位 欅坂46 -『真っ白なものは汚したくなる』
- 10位  Hey! Say! JUMP -『Hey! Say! JUMP 2007-2017 I/O』
- 11位 ONE OK ROCK -『Ambitions』
- 12位 ゆず -『YUZU 20th Anniversary ALL TIME BEST ALBUM ゆずイロハ 1997-2017』
- 13位 桑田佳祐 -『がらくた』
- 14位  スピッツ -『CYCLE HIT 1991-2017 Spitz Complete Single Collection -30th Anniversary BOX-』
- 15位 TWICE『＃TWICE』
- 16位 Kis-My-Ft2 -『MUSIC COLOSSEUM』
- 17位 米津玄師 -『BOOTLEG』
- 18位 B'z -『DINOSAUR』
- 19位 NMB48 -『難波愛〜今、思うこと〜』
- 20位  Hi-STANDARD -『THE GIFT』
- 21位 KinKi Kids -『The BEST』
- 22位 V6 -『The ONES』
- 23位 Suchmos -『THE KIDS』
- 24位 Kinki Kids -『Ballad Selection』
- 25位 GReeeeN -『ALL SINGLeeeeS 〜& New Beginning〜』
- 26位 東方神起 -『FINE COLLECTION 〜Begin Again〜』
- 27位 NEWS -『NEVERLAND』
- 28位  AAA -『WAY OF GLORY』
- 29位 E-girls -『E.G. CRAZY』
- 30位 GENERATIONS from EXILE TRIBE -『涙を流せないピエロは太陽も月もない空を見上げた』
- 31位 SKE48 -『革命の丘』
- 32位 BIGBANG - 『MADE』
- 33位 DREAMS COME TRUE -『THE DREAM QUEST』
- 34位 宇多田ヒカル -『Fantome』
- 35位 DJ和 -『ラブとポップ 〜好きだった人を思い出す歌がある〜 mixed by DJ和』
- 36位 ブルーノ・マーズ -『24K・マジック』
- 37位 西野カナ -『LOVE it』
- 38位 UVERworld -『TYCOON』
- 39位 秦基博 -『All Time Best ハタモトヒロ』
- 40位 エド・シーラン -『÷』
- 41位 Various Artists -『ラ・ラ・ランド オリジナル・サウンドトラック』
- 42位 Superfly -『Superfly 10th Anniversary Greatest Hits “LOVE, PEACE & FIRE”』
- 43位 A3ders! -『MANKAI☆開花宣言』
- 44位 まふまふ -『明日色ワールドエンド』
- 45位 THE YELLOW MONKEY -『THE YELLOW MONKEY IS HERE. NEW BEST』
- 46位 堂本光一 -『KOICHI DOMOTO 「Endless SHOCK」Original Sound Track 2』
- 47位 INABA / SALAS -『CHUBBY GROOVE』
- 48位 BTS (防弾少年団) -『LOVE YOURSELF 承“Her”』
- 49位 Various Artists -『ワイルド・スピード ICE BREAK サウンドトラック』
- 50位 EXILE THE SECOND -『BORN TO BE WILD』

### インディーズアルバム年間10
- 1位 Hi-STANDARD「THE GIFT」
- 2位 Suchmos「THE KIDS」
- 3位 Suchmos「THE BAY」
- 4位 sumika「Familia」
- 5位 槇原敬之「Believer」
- 6位 ASKA「Too many people」
- 7位 M!LK「王様の牛乳」
- 8位 刀剣男士 formation of 三百年「ミュージカル『刀剣乱舞』〜三百年の子守唄〜」
- 9位 MY FIRST STORY「ALL LEAD TRACKS」
- 10位 Various Artists「J-POP プレミアム BEST HITS COVER」

### ゴールドディスク認定
| 作品名                                                                | 認定       |
| 2ミリオン                                                             | 2ミリオン  |
| --------------------------------------------------------------------- | ---------- |
| 安室奈美恵「Finally」                                                 | 2017年12月 |
| ダブル・プラチナ                                                      |            |
| 米津玄師「BOOTLEG」                                                   | 2018年10月 |
| プラチナ                                                              |            |
| B'z「DINOSAUR」                                                       | 2017年11月 |
| DJ和「ラブとポップ 〜好きだった人を思い出す歌がある〜 mixed by DJ和」 | 2018年3月  |
| ゴールド                                                              |            |
| A3ders!「MANKAI☆開花宣言」                                            | 2017年11月 |
| 西野カナ「LOVE it」                                                   | 2017年11月 |
| まふまふ「明日色ワールドエンド」                                      | 2017年11月 |
| HKT48「092」                                                          | 2017年12月 |
| 舞祭組「舞祭組の、わっ!」                                             | 2017年12月 |
| 和楽器バンド「軌跡 BEST COLLECTION+」                                 | 2017年12月 |
| KinKi Kids「The BEST」                                                | 2018年1月  |
| EGOIST「GREATEST HITS 2011-2017 "ALTER EGO"」                         | 2018年3月  |
| 椎名林檎「逆輸入 〜航空局〜」                                         | 2018年3月  |
| テイラー・スウィフト「レピュテーション」                              | 2018年3月  |
| Aimer「BEST SELECTION "blanc"」                                       | 2018年6月  |
| Aimer「BEST SELECTION "noir"」                                        | 2018年10月 |
| ゲーム ミュージック「NieR：Automata Original Soundtrack」             | 2019年5月  |
| 防弾少年団「THE BEST OF 防弾少年団 -KOREA EDITION-」                  | 2019年12月 |
| あいみょん「青春のエキサイトメント」                                  | 2020年3月  |
| エレファントカシマシ「All Time Best Album THE FIGHTING MAN」          | 2020年6月  |
| 防弾少年団「THE BEST OF 防弾少年団 -JAPAN EDITION-」                  | 2021年2月  |

## 音楽配信 (日本)

### 楽曲別年間TOP10
※提供：レコチョク（2016/12/01～2017/11/30）
- 1位 星野源 - 「恋」
- 2位 Mr.Children - 「HANABI」
- 3位 back number - 「ハッピーエンド」
- 4位 RADWIMPS - 「前前前世 (movie ver.)」
- 5位 倉木麻衣 - 「渡月橋 〜君 想ふ〜」
- 6位 WANIMA - 「やってみよう」
- 7位 DAOKO×米津玄師 - 「打上花火」
- 8位 シェネル - 「Destiny」
- 9位 Doughnuts Hole - 「おとなの掟」
- 10位 Beverly - 「I need your love」

### アルバム別年間TOP10
※提供：オリコン
- 1位 Mr.Children -『Mr.Children 1992-2002 Thanksgiving 25』
- 2位 Mr.Children -『Mr.Children 2003-2015 Thanksgiving 25』
- 3位 back number -『アンコール』
- 4位 ONE OK ROCK -『Ambitions』
- 5位 米津玄師 -『BOOTLEG』
- 6位 サウンドトラック - 『ラ・ラ・ランド』
- 7位 宇多田ヒカル -『Fantôme』
- 8位 ブルーノ・マーズ -『24K・マジック』
- 9位 Suchmos -『THE KIDS』
- 10位 エド・シーラン -『÷』

### 配信ゴールド認定
| 作品名                                                                   | 認定                                     |
| トリプル・プラチナ (750,000ダウンロード)                                 | トリプル・プラチナ (750,000ダウンロード) |
| ------------------------------------------------------------------------ | ---------------------------------------- |
| 米津玄師「ピースサイン」                                                 | 2024年1月                                |
| ダブル・プラチナ (500,000ダウンロード)                                   |                                          |
| DAOKO×米津玄師「打上花火」                                               | 2018年1月                                |
| WANIMA「やってみよう」                                                   | 2018年6月                                |
| back number「瞬き」                                                      | 2019年2月                                |
| 米津玄師「灰色と青 （＋菅田将暉）」                                      | 2019年9月                                |
| プラチナ (250,000ダウンロード)                                           |                                          |
| Doughnuts Hole（松たか子、満島ひかり、高橋一生、松田龍平）「おとなの掟」 | 2017年3月                                |
| 倉木麻衣「渡月橋 〜君 想ふ〜」                                           | 2017年9月                                |
| シェネル「Destiny」                                                      | 2017年10月                               |
| BUMP OF CHICKEN「リボン」                                                | 2017年10月                               |
| オースティン・マホーン「ダーティ・ワーク」                               | 2017年10月                               |
| エド・シーラン「シェイプ・オブ・ユー」                                   | 2017年12月                               |
| 平井堅「ノンフィクション」                                               | 2017年12月                               |
| 三浦大知「EXCITE」                                                       | 2018年2月                                |
| SEKAI NO OWARI「RAIN」                                                   | 2018年3月                                |
| 米津玄師「orion」                                                        | 2018年4月                                |
| Perfume「TOKYO GIRL」                                                    | 2018年8月                                |
| 星野源「Family Song」                                                    | 2018年9月                                |
| LiSA「Catch the Moment」                                                 | 2019年4月                                |
| 宇多田ヒカル「あなた」                                                   | 2019年5月                                |
| SHISHAMO「明日も」                                                       | 2019年6月                                |
| どうぶつビスケッツ×PPP「ようこそジャパリパークへ」                       | 2019年9月                                |
| あいみょん「君はロックを聴かない」                                       | 2020年8月                                |
| DISH//「猫」                                                             | 2021年5月                                |
| 乃木坂46「インフルエンサー」                                             | 2023年4月                                |
| ゴールド (100,000ダウンロード)                                           |                                          |
| Mr.Children「ヒカリノアトリエ」                                          | 2017年2月                                |
| 三代目 J Soul Brothers from EXILE TRIBE「HAPPY」                         | 2017年4月                                |
| ClariS「ヒトリゴト」                                                     | 2017年6月                                |
| 菅田将暉「見たこともない景色」                                           | 2017年6月                                |
| Beverly「I need your love」                                              | 2017年6月                                |
| モアナ(屋比久知奈)「どこまでも 〜How Far I'll Go〜」                     | 2017年6月                                |
| アリアナ・グランデ、ジョン・レジェンド「美女と野獣」                     | 2017年6月                                |
| 安室奈美恵「Just You and I」                                             | 2017年7月                                |
| 神様、僕は気づいてしまった「CQCQ」                                       | 2017年7月                                |
| Mr.Children「Mr.Children 1992-2002 Thanksgiving 25」                     | 2017年7月                                |
| Mr.Children「Mr.Children 2003-2015 Thanksgiving 25」                     | 2017年7月                                |
| 椎名林檎とトータス松本「目抜き通り」                                     | 2017年8月                                |
| 西野カナ「パッ」                                                         | 2017年8月                                |
| BUMP OF CHICKEN「記念撮影」                                              | 2017年8月                                |
| Mr.Children「himawari」                                                  | 2017年8月                                |
| 宇多田ヒカル「大空で抱きしめて」                                         | 2017年9月                                |
| 宇多田ヒカル「Forevermore」                                              | 2017年9月                                |
| EGOIST「英雄 運命の詩」                                                  | 2017年9月                                |
| 欅坂46「不協和音」                                                       | 2017年9月                                |
| RADWIMPS「サイハテアイニ」                                               | 2017年9月                                |
| Aimer「花の唄」                                                          | 2017年11月                               |
| ゆず「タッタ」                                                           | 2017年11月                               |
| 欅坂46「風に吹かれても」                                                 | 2017年12月                               |
| 平井堅「僕の心をつくってよ」                                             | 2017年12月                               |
| AAA「MAGIC」                                                             | 2018年1月                                |
| Little Glee Monster「Jupiter」                                           | 2018年1月                                |
| TWICE「TT -Japanese ver.-」                                              | 2018年3月                                |
| LiSA「ASH」                                                              | 2018年3月                                |
| ゼッド「ステイ」                                                         | 2018年3月                                |
| JUNNA「Here」                                                            | 2018年4月                                |
| UVERworld「一滴の影響」                                                  | 2018年5月                                |
| 米津玄師「BOOTLEG」                                                      | 2018年6月                                |
| WANIMA「CHARM」                                                          | 2018年6月                                |
| V.A.「グレイテスト・ショーマン（オリジナル・サウンドトラック）」         | 2018年6月                                |
| グリーンボーイズ「声」                                                   | 2018年7月                                |
| カーリー・レイ・ジェプセン「カット・トゥ・ザ・フィーリング」             | 2018年7月                                |
| Mrs. GREEN APPLE「WanteD! WanteD!」                                      | 2018年月                                 |
| WANIMA「ヒューマン」                                                     | 2018年月                                 |
| Linked Horizon「心臓を捧げよ!」                                          | 2018年10月                               |
| Anly+スキマスイッチ=「この闇を照らす光のむこうに」                       | 2019年4月                                |
| Uru「フリージア」                                                        | 2019年4月                                |
| GENERATIONS from EXILE TRIBE「空」                                       | 2019年4月                                |
| 米津玄師「春雷」                                                         | 2019年6月                                |
| Fate/Grand Order「清廉なるHeretics」                                     | 2019年7月                                |
| KANA-BOON「Fighter」                                                     | 2019年10月                               |
| Division All Stars「ヒプノシスマイク -Division Rap Battle-」             | 2019年11月                               |
| 米津玄師「砂の惑星（＋初音ミク）」                                       | 2019年11月                               |
| みゆはん「ぼくのフレンド」                                               | 2020年1月                                |
| 米津玄師「打上花火」                                                     | 2020年1月                                |
| Uru「奇蹟」                                                              | 2020年4月                                |
| 太田裕美「木綿のハンカチーフ」                                           | 2020年10月                               |
| TrySail「adrenaline!!!」                                                 | 2020年11月                               |
| BiSH「プロミスザスター」                                                 | 2021年1月                                |
| UVERworld「DECIDED」                                                     | 2021年11月                               |

### ストリーミング認定
| 作品名                                                                               | 認定                                           |
| トリプル・プラチナ (300,000,000ストリーミング)                                       | トリプル・プラチナ (300,000,000ストリーミング) |
| ------------------------------------------------------------------------------------ | ---------------------------------------------- |
| あいみょん「君はロックを聴かない」                                                   | 2023年10月                                     |
| エド・シーラン「シェイプ・オブ・ユー」                                               | 2023年12月                                     |
| あいみょん「愛を伝えたいだとか」                                                     | 2024年9月                                      |
| ダブル・プラチナ (200,000,000ストリーミング)                                         |                                                |
| DAOKO×米津玄師「打上花火」                                                           | 2023年8月                                      |
| Mrs. GREEN APPLE「WanteD! WanteD!」                                                  | 2024年7月                                      |
| プラチナ (100,000,000ストリーミング)                                                 |                                                |
| BTS「DNA」                                                                           | 2021年9月                                      |
| GReeeeN「キセキ」                                                                    | 2022年8月                                      |
| スキマスイッチ「奏 (かなで)」                                                        | 2022年12月                                     |
| ゼッド,アレッシア・カーラ「Stay」                                                    | 2023年8月                                      |
| back number「瞬き」                                                                  | 2023年8月                                      |
| C&K「みかんハート」                                                                  | 2024年1月                                      |
| 変態紳士クラブ「すきにやる」                                                         | 2024年2月                                      |
| BTS「Spring Day」                                                                    | 2024年2月                                      |
| クリーン・バンディット「シンフォニー feat.ザラ・ラーソン」                           | 2024年3月                                      |
| マカロニえんぴつ「洗濯機と君とラヂオ」                                               | 2024年6月                                      |
| SHISHAMO「明日も」                                                                   | 2024年8月                                      |
| ちゃんみな「CHOCOLATE」                                                              | 2024年9月                                      |
| ジー・イージー&ケラーニ「グッド・ライフ」                                            | 2024年10月                                     |
| ザ・チェインスモーカーズ&コールドプレイ「サムシング・ジャスト・ライク・ディス」      | 2024年10月                                     |
| King Gnu「Vinyl」                                                                    | 2024年11月                                     |
| TWICE「LIKEY」                                                                       | 2024年12月                                     |
| 米津玄師「灰色と青 （＋菅田将暉）」                                                  | 2024年12月                                     |
| BLACKPINK「AS IF IT'S YOUR LAST －KR Ver.－」                                        | 2025年2月                                      |
| HIPPY「君に捧げる応援歌」                                                            | 2025年4月                                      |
| あいみょん「ふたりの世界」                                                           | 2025年5月                                      |
| ショーン・メンデス「ゼアーズ・ナッシング・ホールディング・ミー・バック」             | 2025年5月                                      |
| ゴールド (50,000,000ストリーミング)                                                  |                                                |
| TWICE「TT （Japanese Ver.）」                                                        | 2021年2月                                      |
| GReeeeN「愛唄」                                                                      | 2021年4月                                      |
| SEKAI NO OWARI「RAIN」                                                               | 2021年9月                                      |
| 乃木坂46「インフルエンサー」                                                         | 2021年9月                                      |
| iri「会いたいわ」                                                                    | 2021年10月                                     |
| TWICE「Heart Shaker」                                                                | 2022年1月                                      |
| 秦基博「ひまわりの約束」                                                             | 2022年1月                                      |
| 米津玄師「ピースサイン」                                                             | 2022年1月                                      |
| エド・シーラン「ゴールウェイ・ガール」                                               | 2022年1月                                      |
| BTS「Mic Drop」                                                                      | 2022年3月                                      |
| 欅坂46「不協和音」                                                                   | 2022年4月                                      |
| BTS「Crystal Snow」                                                                  | 2022年5月                                      |
| BLACKPINK「BOOMBAYAH」                                                               | 2022年5月                                      |
| TWICE「TT」                                                                          | 2022年6月                                      |
| エド・シーラン「パーフェクト」                                                       | 2022年8月                                      |
| BiSH「プロミスザスター」                                                             | 2022年9月                                      |
| ルイス・フォンシ&ダディー・ヤンキー feat.ジャスティン・ビーバー「Despacito (Remix)」 | 2022年9月                                      |
| 家入レオ「君がくれた夏」                                                             | 2022年10月                                     |
| DJキャレド「アイム・ザ・ワン」                                                       | 2022年11月                                     |
| BTS「Go Go」                                                                         | 2022年12月                                     |
| キアラ・セトル「ディス・イズ・ミー」                                                 | 2022年12月                                     |
| reGretGirl「ホワイトアウト」                                                         | 2023年1月                                      |
| WANIMA「やってみよう」                                                               | 2023年1月                                      |
| カミラ・カベロ「ハバナ feat.ヤング・サグ」                                           | 2023年2月                                      |
| TWICE「Like OOH-AHH」                                                                | 2023年3月                                      |
| LiSA「Catch the Moment」                                                             | 2023年3月                                      |
| SEVENTEEN「Don't Wanna Cry」                                                         | 2023年3月                                      |
| クリープハイプ「イト」                                                               | 2023年4月                                      |
| tofubeats「LONELY NIGHTS」                                                           | 2023年4月                                      |
| コレサワ「たばこ」                                                                   | 2023年6月                                      |
| TWICE「CHEER UP」                                                                    | 2023年6月                                      |
| BLACKPINK「BOOMBAYAH -KR Ver.-」                                                     | 2023年6月                                      |
| 菅田将暉「見たこともない景色」                                                       | 2023年7月                                      |
| ヨルシカ「言って。」                                                                 | 2023年7月                                      |
| BTS「Not Today」                                                                     | 2023年8月                                      |
| ちゃんみな「LADY」                                                                   | 2023年9月                                      |
| 米津玄師「春雷」                                                                     | 2023年9月                                      |
| マカロニえんぴつ「ミスター・ブルースカイ」                                           | 2023年10月                                     |
| BTS「Best Of Me」                                                                    | 2023年11月                                     |
| SEVENTEEN「Clap」                                                                    | 2023年12月                                     |
| 宇多田ヒカル「あなた」                                                               | 2024年1月                                      |
| TWICE「One More Time」                                                               | 2024年1月                                      |
| 米津玄師「orion」                                                                    | 2024年2月                                      |
| BLACKPINK「AS IF IT'S YOUR LAST」                                                    | 2024年2月                                      |
| アヴィーチー「ウィズアウト・ユー feat.サンドロ・カヴァッツァ」                       | 2024年4月                                      |
| TWICE「KNOCK KNOCK」                                                                 | 2024年4月                                      |
| TWICE「SIGNAL」                                                                      | 2024年5月                                      |
| ちゃんみな「BEST BOY FRIEND」                                                        | 2024年5月                                      |
| BTS「Dimple」                                                                        | 2024年8月                                      |
| アリアナ・グランデ、ジョン・レジェンド「美女と野獣」                                 | 2024年8月                                      |
| Little Glee Monster「いつかこの涙が」                                                | 2024年9月                                      |
| 清水翔太「Because of you」                                                           | 2024年9月                                      |
| ヤバイTシャツ屋さん「ハッピーウェディング前ソング」                                  | 2024年10月                                     |
| デュア・リパ「ニュー・ルールズ」                                                     | 2024年10月                                     |
| 星野源「Family Song」                                                                | 2024年12月                                     |
| セレーナ・ゴメス, マシュメロ「ウルブス」                                             | 2025年2月                                      |
| エド・シーラン「キャッスル・オン・ザ・ヒル」                                         | 2025年3月                                      |
| reGretGirl「デイドリーム」                                                           | 2025年5月                                      |
| チャーリー・プース「ハウ・ロング」                                                   | 2025年5月                                      |
| チャーリー・プース「アテンション」                                                   | 2025年5月                                      |
| シルバー (30,000,000ストリーミング※旧基準)                                           |                                                |
| 欅坂46「風に吹かれても」                                                             | 2021年9月                                      |
| BTS「血、汗、涙 （Japanese ver.）」                                                  | 2021年10月                                     |
| BTS「DNA (Japanese ver.)」                                                           | 2021年10月                                     |
| Mr.Children「himawari」                                                              | 2021年10月                                     |

## 日本のDVD・Blu-ray
年間TOP30
- 1位 嵐「ARASHI LIVE TOUR 2016-2017 Are You Happy?」
- 2位 SMAP「Clip! Smap! コンプリートシングルス」
- 3位 Kis-My-Ft2「CONCERT TOUR 2016 I SCREAM」
- 4位 関ジャニ∞「関ジャニ'sエイターテインメント」
- 5位 Hey! Say! JUMP「Hey! Say! JUMP LIVE TOUR 2016 DEAR.」
- 6位 Various Artists「HiGH&LOW THE LIVE」
- 7位 安室奈美恵「namie amuro LIVE STYLE 2016-2017」
- 8位 星野源「Music Video Tour 2010-2017」
- 9位 EXILE ATSUSHI「EXILE ATSUSHI LIVE TOUR 2016 “IT'S SHOW TIME!!”」
- 10位 NEWS「NEWS LIVE TOUR 2016 QUARTETTO」
- 11位 GENERATIONS from EXILE TRIBE「GENERATIONS LIVE TOUR 2016 "SPEEDSTER"」
- 12位 ジャニーズWEST「ジャニーズWEST 1stドーム LIVE ♡24(ニシ)から感謝🎄届けます♡」
- 13位 AAA「AAA Special Live 2016 in Dome -FANTASTIC OVER-」
- 14位 KinKi Kids「We are KinKi Kids Dome Concert 2016-2017 TSUYOSHI & YOU & KOICHI」
- 15位 Sexy Zone「Sexy Zone Presents Sexy Tour 2017〜STAGE」
- 16位 ジャニーズWEST「ジャニーズWEST LIVE TOUR 2017 なうぇすと」
- 17位 氷室京介「KYOSUKE HIMURO LAST GIGS」
- 18位 BUMP OF CHICKEN「BUMP OF CHICKEN STADIUM TOUR 2016 "BFLY" NISSAN STADIUM 2016/7/16,17」
- 19位 乃木坂46「4th YEAR BIRTHDAY LIVE 2016.8.28-30 JINGU STADIUM」
- 20位 玉森裕太,千賀健永,宮田俊哉(Kis-My-Ft2)「DREAM BOYS」
- 21位 BIGBANG「BIGBANG10 THE CONCERT:0.TO.10 -THE FINAL-」
- 22位 Various Artists「Johnnys' Summer Paradise 2016」
- 23位 WANIMA「JUICE UP!! TOUR FINAL」
- 24位 Perfume「Perfume 6th Tour 2016『COSMIC EXPLORER』」
- 25位 BABYMETAL「LIVE AT TOKYO DOME」
- 26位 RADWIMPS「Human Bloom Tour 2017」
- 27位 back number「All Our Yesterdays Tour 2017 at SAITAMA SUPER ARENA」
- 28位 西野カナ「Just LOVE Tour」
- 29位 Hi-STANDARD「LIVE at AIR JAM 2000」
- 30位 Acid Black Cherry「10th Anniversary Live History -BEST-」

Category:2017年のライブ・ビデオを参照

### ゴールドディスク認定
| 作品名                                                                                            | 認定       |
| プラチナ                                                                                          | プラチナ   |
| ------------------------------------------------------------------------------------------------- | ---------- |
| 三代目 J Soul Brothers from EXILE TRIBE「三代目J Soul Brothers LIVE TOUR 2016-2017 "METROPOLIZ"」 | 2017年12月 |
| ゴールド                                                                                          |            |
| Mr.Children「Mr.Children、ヒカリノアトリエで虹の絵を描く」                                        | 2017年12月 |
| 乃木坂46「4th YEAR BIRTHDAY LIVE 2016.8.28-30 JINGU STADIUM」                                     | 2018年10月 |
| BTS「2017 BTS LIVE TRILOGY EPISODE III THE WINGS TOUR 〜JAPAN EDITION〜」                         | 2021年2月  |

## カラオケ年間50 (日本)
- 1位 星野源「恋」
- 2位 中島みゆき「糸」
- 3位 RADWIMPS「前前前世 (movie ver.)」
- 4位 秦基博「ひまわりの約束」
- 5位 スキマスイッチ「奏 (かなで)」
- 6位 一青窈「ハナミズキ」
- 7位 高橋洋子「残酷な天使のテーゼ」
- 8位 MONGOL800「小さな恋のうた」
- 9位 浦島太郎(桐谷健太)「海の声」
- 10位 GReeeeN「キセキ」
- 11位 ゆず「栄光の架橋」
- 12位 AI「Story」
- 13位 back number「高嶺の花子さん」
- 14位 レミオロメン「3月9日」
- 15位 HY「366日」
- 16位 UNISON SQUARE GARDEN「シュガーソングとビターステップ」
- 17位 スピッツ「チェリー」
- 18位 ONE OK ROCK「Wherever you are」
- 19位 米津玄師「アイネクライネ」
- 20位 AKB48「365日の紙飛行機」
- 21位 GReeeeN「愛唄」
- 22位 尾崎豊「I LOVE YOU」
- 23位 西野カナ「トリセツ」
- 24位 Superfly「愛をこめて花束を」
- 25位 石川さゆり「天城越え」
- 26位 Mr.Children「HANABI」
- 27位 back number「ハッピーエンド」
- 28位 欅坂46「サイレントマジョリティー」
- 29位 石川さゆり「津軽海峡・冬景色」
- 30位 supercell「君の知らない物語」
- 31位 WhiteFlame feat.初音ミク「千本桜」
- 32位 BUMP OF CHICKEN「天体観測」
- 33位 BEGIN「島人ぬ宝」
- 34位 シャ乱Q「シングルベッド」
- 35位 ポルノグラフィティ「サウダージ」
- 36位 中西保志「最後の雨」
- 37位 AAA「恋音と雨空」
- 38位 back number「クリスマスソング」
- 39位 DAOKO×米津玄師「打上花火」
- 40位 絢香「にじいろ」
- 41位 米津玄師「ピースサイン」
- 42位 SMAP「世界に一つだけの花」
- 43位 DREAMS COME TRUE「未来予想図II」
- 44位 RADWIMPS「なんでもないや (movie ver.)」
- 45位 松たか子「レット・イット・ゴー〜ありのままで〜(日本語歌)」
- 46位 亀と山P「背中越しのチャンス」
- 47位 テレサ・テン「つぐない」
- 48位 レミオロメン「粉雪」
- 49位 吉幾三「酒よ」
- 50位 EXILE「道」

## Billboard Hot 100 年間TOP10
※Billboard 集計期間: 2016年12月3日 - 2017年11月25日
- 1位 エド・シーラン「シェイプ・オブ・ユー」
- 2位 ルイス・フォンシ & ダディー・ヤンキー featuring ジャスティン・ビーバー「Despacito (Remix)」
- 3位 ブルーノ・マーズ「ザッツ・ホワット・アイ・ライク」
- 4位 ケンドリック・ラマー「Humble」
- 5位 ザ・チェインスモーカーズ & コールドプレイ「Something Just Like This」
- 6位 ミーゴス featuring リル・ウージー・ヴァート「Bad and Boujee」
- 7位 ザ・チェインスモーカーズ featuring ホールジー「Closer」
- 8位 サム・ハント「Body Like a Back Road」
- 9位 イマジン・ドラゴンズ「Believer」
- 10位 ポスト・マローン featuring クエイヴォ「Congratulations」

## 各チャート
- オリコン
  - Template:オリコン週間シングルチャート第1位 2017年
  - Template:オリコン週間アルバムチャート第1位 2017年
  - Template:オリコン週間デジタルアルバムチャート第1位 2017年
  - Template:オリコン週間アニメシングルチャート第1位 2017年
  - Template:オリコン週間アニメアルバムチャート第1位 2017年
  - Template:オリコン週間演歌・歌謡シングルチャート第1位 2017年
  - Template:オリコン週間DVD・BDミュージックチャート第1位 2017年
  - Template:オリコン週間DVD音楽チャート第1位 2017年
- Billboard JAPAN
  - Template:Billboard JAPANシングル・セールス・チャート「Billboard JAPAN Top Singles」第1位 2017年
  - Template:Billboard JAPANアニメ楽曲・チャート「Hot Animation」第1位 2017年
  - Template:Billboard JAPANダウンロード・アルバム・チャート「Billboard Japan Download Albums」第1位 2017年
  - Template:Billboard JAPANダウンロード・ソング・チャート「Billboard Japan Download Songs」第1位 2017年
  - Template:Billboard JAPANシングル・チャート「Billboard JAPAN Hot 100」第1位 2017年
  - Template:Billboard JAPANアルバム・セールス・チャート「Billboard JAPAN Top Albums」第1位 2017年
  - Template:Billboard JAPANアルバム・チャート「Billboard JAPAN Hot Albums」第1位 2017年
  - Template:Billboard JAPANストリーミング・チャート「Billboard Japan Streaming Songs」第1位 2017年
- その他
  - Template:ITunes Weekly RANKING第1位 2017年
  - Template:CDTV ORIGINAL RANKING「THIS WEEK'S TOP100」第1位 2017年
  - Template:スペースシャワーTV - SUPER HITS PERFECT RANKING 50第1位 2017年

## イベント
- 3月5日 - HACHIDORI 2017 ─HACHIOJI ROCK DREAM─（八王子駅周辺）[110]
- 7月17日 - tv asahi SUMMER STATION LIVE in 幕張（幕張メッセ）[111]

### 毎年恒例イベント
| 開催日                        | タイトル                                                                                       |
| ----------------------------- | ---------------------------------------------------------------------------------------------- |
| 1月3日                        | アイドル甲子園2017in赤坂BLITZ                                                                  |
| 1月7日                        | エレクトロックス 2017（最終回）                                                                |
| 1月8日                        | ミソフェス2017                                                                                 |
| 1月14日                       | BOMBER-E LIVE CIRCUIT                                                                          |
| 1月28日                       | BAYCAMP 201701                                                                                 |
| 2月4日・5日                   | でらロックフェスティバル 2017                                                                  |
| 2月5日                        | machioto2017                                                                                   |
| 3月11日                       | OTO TO TABI 2017                                                                               |
| 3月4日                        | 見放題東京2017                                                                                 |
| 3月11日・12日                 | TENJIN ONTAQ 2017                                                                              |
| 3月11日・12日                 | HIROSHIMA MUSIC STADIUM -ハルバン'17-                                                          |
| 3月18日                       | ビクターロック祭り2017                                                                         |
| 3月18日・19日                 | HAPPY JACK 2017                                                                                |
| 3月19日・20日                 | SANUKI ROCK COLOSSEUM 2017 〜BUSTA CUP 8th round〜                                             |
| 3月25日・26日                 | IMAIKE GO NOW 2017                                                                             |
| 3月25日・26日                 | PUNKSPRING 2017（最終回）                                                                      |
| 3月28日・29日・30日           | ZIP!春フェス2017（TOKYO DOME CITY HALL）                                                       |
| 4月1日                        | 飯坂温泉ミュージックフェスティバル おと酔いウォーク2017                                        |
| 4月1日・2日                   | YON FES 2017                                                                                   |
| 4月8日                        | SYNCHRONICITY'17                                                                               |
| 4月15日                       | Don't Stop Music Fes. TOCHIGI 2017                                                             |
| 4月16日                       | トアロード・アコースティック・フェスティバル 2017                                              |
| 4月23日                       | CONNECT歌舞伎町MUSIC FESTIVAL2018                                                              |
| 4月29日・30日                 | ARABAKI ROCK FEST.2017（宮城県・エコキャンプみちのく）                                         |
| 4月29日・30日                 | ニコニコ超会議17（幕張メッセ）                                                                 |
| 5月3日・4日・5日              | VIVA LA ROCK 2017（さいたまスーパーアリーナ）                                                  |
| 5月4日                        | NIIGATA RAINBOW ROCK CIRCUIT 2017                                                              |
| 5月4日・5日・6日              | JAPAN JAM 2017（千葉市蘇我スポーツ公園）                                                       |
| 5月4日・6日                   | LOUD∞OUT FEST 2017（最終回）                                                                   |
| 5月7日                        | COMIN'KOBE17                                                                                   |
| 5月7日                        | POP HILL 2017 in 金沢                                                                          |
| 5月13日・14日                 | 森、道、市場 2017～行き交う色と、ふたつの場所～                                                |
| 5月13日・14日・20日・21日     | METROPOLITAN ROCK FESTIVAL 2017                                                                |
| 5月20日                       | CIRCLE'17                                                                                      |
| 5月20日                       | RUSH BALL★R                                                                                    |
| 5月27日                       | Shimokitazawa SOUND CRUISING 2017                                                              |
| 5月27日                       | hoshioto'17                                                                                    |
| 5月27日・28日                 | TAICOCLUB'17                                                                                   |
| 6月3日・4日                   | 百万石音楽祭2017〜ミリオンロックフェスティバル〜                                               |
| 6月3日・4日                   | SAKAE SP-RING 2017                                                                             |
| 6月10日・11日                 | THE CAMP BOOK                                                                                  |
| 6月17日・18日                 | YATSUI FESTIVAL! 2017                                                                          |
| 6月17日・18日                 | SATANIC CARNIVAL'17                                                                            |
| 6月24日                       | FREEDOM NAGOYA2017                                                                             |
| 6月25日                       | ネコフェス2017 くだけねこロックフェスティバル                                                  |
| 7月7日・8日・9日              | 京都大作戦2018 〜心の10電!10執念!10横無尽にはしゃぎな祭!〜                                     |
| 7月1日                        | 見放題2017                                                                                     |
| 7月8日                        | 第34回 PEACEFUL LOVE ROCK FESTIVAL 2017                                                        |
| 7月15日・16日                 | JOIN ALIVE 2017                                                                                |
| 7月16日                       | スッキリ!! SUPER LIVEッス!! 2017                                                               |
| 7月16日                       | FM802 MEET THE WORLD BEAT 2017                                                                 |
| 7月16日                       | BAYCAMP KOBE 2017                                                                              |
| 7月21日・22日・23日           | J-WAVE LIVE SUMMER JAM 2017（横浜アリーナ）                                                    |
| 7月22日・23日                 | NUMBER SHOT 2017                                                                               |
| 7月22日・23日                 | MURO FESTIVAL 2017                                                                             |
| 7月28日・29日・30日           | フジロックフェスティバル'17（新潟県湯沢町・苗場スキー場）                                      |
| 7月29日・30日                 | OGA NAMAHAGE ROCK FESTIVAL VOL.8                                                               |
| 8月4日・5日・6日              | TOKYO IDOL FESTIVAL 2017                                                                       |
| 8月5日・6日・11日・12日       | ROCK IN JAPAN FESTIVAL 2017（国営ひたち海浜公園）                                              |
| 8月11日・12日                 | RISING SUN ROCK FESTIVAL 2017 in EZO                                                           |
| 8月13日                       | Exciting Summer in WAJIKI'17                                                                   |
| 8月18日・19日・20日           | B BOY PARK 2017（最終回）                                                                      |
| 8月19日・20日                 | SUMMER SONIC 2017（ZOZOマリンスタジアム・幕張メッセ / 大阪・舞洲SONIC PARK）                   |
| 8月19日・20日                 | MONSTER baSH 2017                                                                              |
| 8月19日・20日                 | 八食サマーフリーライブ 2017                                                                    |
| 8月19日・20日                 | WILD BUNCH FEST.2017                                                                           |
| 8月20日                       | Sky Jamboree 2017 〜one pray in nagasaki〜                                                     |
| 8月25日・26日・27日           | Animelo Summer Live 2017 -THE CARD-                                                            |
| 8月26日                       | 音楽と髭達 2017 -NO BORDER-                                                                    |
| 8月26日・27日                 | @JAM EXPO 2017                                                                                 |
| 8月26日・27日                 | TRIANGLE'17                                                                                    |
| 8月26日・27日                 | RUSH BALL 2017                                                                                 |
| 8月26日・27日                 | a-nation2017（東京・味の素スタジアム）                                                         |
| 8月27日                       | 未確認フェスティバル2017                                                                       |
| 8月25日・26日・27日           | SPACE SHOWER SWEET LOVE SHOWER 2017                                                            |
| 9月2日・3日                   | 秋田CARAVAN MUSIC FES 2017                                                                     |
| 9月2日・3日                   | OTODAMA'17〜音泉魂〜                                                                           |
| 9月2日・3日                   | Sunset Live 2017                                                                               |
| 9月2日・3日                   | 宗像フェス 〜World Heritage Munakata〜 2017                                                    |
| 9月6日                        | 黒フェス 2017                                                                                  |
| 9月9日                        | RADIO BERRY ベリテンライブ 2017 Special                                                        |
| 9月9日                        | BAYCAMP 2017                                                                                   |
| 9月9日・10日                  | 風とロック芋煮会2017 KAZETOROCK IMONY COSMO                                                    |
| 9月9日・10日                  | PIA 45th ANNIVERSARY MUSIC COMPLEX 2017（江東区若洲公園）                                      |
| 9月16日・17日                 | 氣志團万博2017〜房総与太郎爆音マシマシ、ロックンロールチョモランマ〜（千葉県・袖ケ浦海浜公園） |
| 9月16日・17日                 | イナズマロックフェス2017（滋賀県草津市・烏丸半島芝生広場）※17日は台風接近のため中止            |
| 9月16日・17日                 | New Acoustic Camp 2017                                                                         |
| 9月16日・17日・18日           | TOKYO CALLING 2017                                                                             |
| 9月18日                       | いしがきミュージックフェスティバル 2017                                                        |
| 9月23日                       | EAT THE ROCK 2017                                                                              |
| 9月23日                       | Augusta Camp 2017                                                                              |
| 9月23日                       | 京都音楽博覧会 2017                                                                            |
| 9月23日                       | 山人音楽祭 2017                                                                                |
| 9月23日・24日                 | 中津川 THE SOLAR BUDOKAN 2017                                                                  |
| 9月23日・24日                 | りんご音楽祭 2017                                                                              |
| 9月30日・10月1日              | 長田大行進曲 2017                                                                              |
| 9月30日・10月1日              | MEGA☆ROCKS 2017                                                                                |
| 10月1日                       | マグロック2017                                                                                 |
| 10月7日・8日                  | "Itʼs a beautiful day"Camp in 朝霧 Jam                                                         |
| 10月7日・8日・9日             | MINAMI WHEEL 2017                                                                              |
| 10月14日・15日                | HAWAIIAN6 presents ECHOES 2017                                                                 |
| 10月14日・15日                | LOUD PARK 2017（最終回）                                                                       |
| 10月20日・21日・22日          | ボロフェスタ2017                                                                               |
| 10月21日・22日                | 騎馬武者ロックフェス 2017                                                                      |
| 10月26日・28日・29日          | テレビ朝日ドリームフェスティバル2017（さいたまスーパーアリーナ）                               |
| 11月3日・4日・5日             | KOYABU SONIC 2017                                                                              |
| 11月4日・5日                  | バズリズムLIVE2017（横浜アリーナ）                                                             |
| 11月29日・30日                | ロックロックこんにちは! Ver.21                                                                 |
| 11月30日(東京)・12月3日(大阪) | 第12回徹子の部屋コンサート（東京国際フォーラム / 大阪・中之島フェスティバルホール）            |
| 12月2日                       | 下北沢にて'17                                                                                  |
| 12月21日・22日・23日・24日    | 年末調整GIG 2017                                                                               |
| 12月23日・24日                | ポルノ超特急 2017                                                                              |
| 12月23日・24日                | MERRY ROCK PARADE 2017                                                                         |
| 12月28日・29日                | RADIO CRAZY 2017                                                                               |
| 12月29日・30日                | O-Crest YEAR END PARTY 2017 Special 4DAYS!                                                     |
| 12月28日・29日・30日・31日    | COUNTDOWN JAPAN17/20（幕張メッセ）                                                             |
| 30日・31日                    | LIVE DI:GA JUDGEMENT 2017                                                                      |
| 12月31日                      | 第68回NHK紅白歌合戦                                                                            |

### 日本武道館公演
- 1月1日 - DISH//
- 1月2日 - 清水ミチコ
- 1月3日・4日 - T.M.Revolution
- 1月6日 - エレファントカシマシ
- 1月7日 - BOYS AND MEN
- 1月8日 - Little Glee Monster
- 1月10日・11日 - ASIAN KUNG-FU GENERATION
- 1月14日・15日 - OLDCODEX
- 1月17日 - Da-iCE
- 1月20日 - でんぱ組.inc
- 1月21日 - 仮面ライダー生誕45周年×スーパー戦隊シリーズ40作品記念 45×40 感謝祭 Anniversary LIVE & SHOW 仮面ライダーDAY
- 1月24日 - ブライアン・アダムス
- 1月27日・28日・29日 - リスアニ!
- 2月3日・4日 - メイデイ
- 2月6日・7日 - ジャーニー
- 2月8日 - 心屋仁之助
- 2月10日 - ClariS
- 2月11日 - 04 Limited Sazabys
- 2月14日 - Versailles
- 2月18日 - M.S.S Project
- 2月19日 - LIVE EGG BUDOKAN ～shibuya eggman 35周年 大感謝祭～
- 2月25日 - ORANGE RANGE
- 2月28日 - NEO ROCK FES
- 3月1日 - THE COLLECTORS
- 3月4日 - angela
- 3月5日 - KING SUPER LIVE 2017 TRINITY
- 3月6日 - ピコ太郎
- 3月8日 - 水曜日のカンパネラ
- 3月10日・11日・12日 - THE IDOLM@STER MILLION LIVE! 4thLIVE TH@NK YOU for SMILE!!
- 3月14日 - 全国縦断 にっぽん演歌の夢祭り2017 東京公演（二部制）
- 3月28日 - アルスマグナ
- 3月31日 - SHISHAMO
- 4月1日 - イディナ・メンゼル
- 4月11日 - スティーヴン・タイラー
- 4月13日・14日・15日 - ノラ・ジョーンズ
- 4月18日・19日 - 平井堅
- 4月21日・22日 - ザ・ストーン・ローゼズ
- 4月25日 - ポール・マッカートニー
- 4月26日 - ドゥービー・ブラザーズ
- 4月27日 - サンタナ
- 4月30日 - 家入レオ
- 5月2日・3日 - SKY-HI
- 5月7日 - BugLug
- 5月9日・10日 - RADWIMPS
- 5月12日・13日 - シド
- 5月15日 - アンジュルム
- 5月17日・18日 - SPRING LIVE 2017 ～ Shake! Shake! ～
- 5月20日・21日 - flumpool
- 5月22日 - アース・ウィンド・アンド・ファイアー
- 5月26日 - モーニング娘。'17
- 5月29日 - LUNA SEA
- 5月30日 - ピットブル
- 6月1日・2日 - FTISLAND
- 6月6日・7日・8日 - スティング
- 6月9日 - The ピーズ
- 6月14日 - 超特急
- 6月16日 - THE ORAL CIGARETTES
- 6月20日・21日 - MUCC
- 6月23日 - モーニング娘。'17
- 7月1日・2日 - テミン
- 7月8日・9日 - 松田聖子
- 7月12日・13日 - Cocco
- 7月20日 - BLACKPINK
- 7月21日 - 吉川晃司
- 7月28日 - スカパー! サマーフェス 2017（二部制）
- 8月9日・10日 - After the Rain（9日は二部制）
- 8月12日・13日 - 清水翔太
- 8月16日・17日・19日 - スピッツ
- 8月21日 - Poppin'Party
- 8月22日 - 長渕剛
- 8月29日 - Aimer
- 8月31日・9月1日 - レベッカ
- 9月2日 - SuG
- 9月7日 - KICK THE CAN CREW
- 9月8日 - 908 FESTIVAL in TOKYO 2017
- 9月11日 - ドリーム・シアター
- 9月15日・16日 - ジャミロクワイ
- 9月20日 - デュラン・デュラン
- 9月22日・23日 - GRANRODEO
- 9月26日 - MR. BIG
- 9月27日 - w-inds.
- 9月29日 - FTISLAND
- 10月3日・4日 - UVERworld
- 10月7日・8日 - THE IDOLM@STER 765 MILLIONSTARS
- 10月10日・11日 - レキシ
- 10月13日 - 銀杏BOYZ
- 10月15日 - BIGMAMA
- 10月18日 - DAWN in BUDOKAN
- 10月20日 - 有安杏果
- 10月21日・22日 - ももいろクローバーZ（21日は二部制）
- 10月23日 - ベック
- 10月25日・27日・28日 - GLAY
- 11月4日 - 林英哲 & 英哲風雲の会
- 11月7日・8日 - CNBLUE
- 11月10日・11日 - Sonar Pocket
- 11月13日・14日 - SILENT SIREN
- 11月20日 - Juice=Juice
- 11月21日 - モーニング娘。'17
- 11月23日・24日 - 安全地帯
- 11月27日 - RED SPIDER
- 12月1日 - Act Against AIDS
- 12月2日 - Pile
- 12月3日 - サンボマスター
- 12月5日・6日 - WOOYOUNG
- 12月8日・9日 - ミュージカル『刀剣乱舞』（9日は二部制）
- 12月11日 - モーニング娘。'17
- 12月13日・14日・16日・17日・19日 - 矢沢永吉
- 12月20日 - RIZE
- 12月21日・22日 - GOT7
- 12月23日・24日 - THE ALFEE
- 12月25日 - UVERworld
- 12月26日 - 絢香
- 12月27日 - MUCC祭『えん7 FINAL』in 武道館
- 12月28日・29日 - BUCK-TICK
- 12月30日 - 清水ミチコ
- 12月31日 - 藤井フミヤ

### 東京ドーム公演
- 1月1日 - Hey! Say! JUMP（二部制）
- 4月8日・9日 - L'Arc〜en〜Ciel
- 4月19日 - コールドプレイ
- 4月27日・29日・30日 - ポール・マッカートニー
- 5月20日・21日 - ゆず
- 5月30日・31日 - BIGBANG
- 6月10日・11日 - NEWS
- 6月29日・30日 - Mr.Children
- 7月8日・9日 - 嵐
- 8月13日・14日・15日・16日 - 関ジャニ∞
- 9月2日・3日 - SHINee
- 9月13日・14日 - AAA
- 9月19日・20日 - G-DRAGON
- 9月23日・24日 - 西野カナ
- 10月6日・7日・16日・18日・19日・21日・22日・11月1日・2日・3日 - 三代目 J Soul Brothers
- 11月7日・8日 - 乃木坂46
- 11月11日・12日 - 桑田佳祐
- 11月25日・26日・27日 - 東方神起
- 12月1日・2日・3日 - 嵐
- 12月6日・7日 - BIGBANG
- 12月9日・10日 - THE YELLOW MONKEY
- 12月13日 - BIGBANG
- 12月16日・17日 - KinKi Kids
- 12月20日・21日 - 東方神起
- 12月24日・25日・26日 - 嵐
- 12月29日・30日 - Hey! Say! JUMP

## サブスクリプション解禁
- 11月28日 - 矢野顕子
- 12月20日 - Full Of Harmony
- 12月22日 - 福山雅治

## 主要な賞
| 賞                         | アーティスト・タイトル                         |
| -------------------------- | ---------------------------------------------- |
| ARTIST OF THE YEAR         | RADWIMPS                                       |
| PEOPLE'S CHOICE            | ［Alexandros］                                 |
| VIDEO OF THE YEAR          | 星野源「恋」（監督:関和亮）                    |
| BEST BREAKTHROUGH ARTIST   | Suchmos                                        |
| BEST MALE ARTIST           | 高橋優                                         |
| BEST FEMALE ARTIST         | 宇多田ヒカル                                   |
| BEST GROUP ARTIST          | Perfume                                        |
| BEST POP ARTIST            | 平井堅                                         |
| BEST ROCK ARTIST           | RADWIMPS                                       |
| BEST PUNK/LOUD ROCK ARTIST | Hi-STANDARD                                    |
| BEST ALTERNATIVE ARTIST    | METAFIVE                                       |
| BEST GROOVE ARTIST         | 中田ヤスタカ                                   |
| BEST HIP HOP ARTIST        | KOHH                                           |
| BEST INTERNATIONAL ARTIST  | ブルーノ・マーズ                               |
| BEST COLLABORATION         | レキシ「KMTR645」                              |
| BEST RESPECT ARTIST        | THE YELLOW MONKEY                              |
| BEST NEW VISION            | 宇多田ヒカル                                   |
| BEST ACTIVE OVERSEAS       | 上原ひろみ                                     |
| BEST LIVE PRODUCTION       | SEKAI NO OWARI                                 |
| BEST CONCEPTUAL VIDEO      | クリープハイプ「鬼」（監督:松居大悟）          |
| BEST ART DIRECTION VIDEO   | きゃりーぱみゅぱみゅ「最&高」（監督:田中秀幸） |
| BEST VIDEO DIRECTOR        | 田辺秀伸                                       |
| BEST MUSIC FRIENDS         | きゃりーぱみゅぱみゅ                           |
| 特別賞                     | BOOM BOOM SATELLITES                           |

| 賞                                                | アーティスト・タイトル                          | 監督                    |
| ------------------------------------------------- | ----------------------------------------------- | ----------------------- |
| 最優秀ビデオ賞 最優秀邦楽男性アーティストビデオ賞 | 星野源「Family Song」                           | 関和亮                  |
| 最優秀洋楽男性アーティストビデオ賞                | ブルーノ・マーズ「That's What I Like」          | BRUNO MARS/JONATHAN LIA |
| 最優秀邦楽女性アーティストビデオ賞                | 西野カナ「パッ」                                | 末吉ノブ                |
| 最優秀洋楽女性アーティストビデオ賞                | ケイティ・ペリー「Bon Appétit feat. MIGOS」     | DENT DE CUIR            |
| 最優秀邦楽グループビデオ賞                        | ももいろクローバーZ「BLAST!」                   |                         |
| 最優秀洋楽グループビデオ賞                        | ザ・チェインスモーカーズ「Closer feat. HALSEY」 |                         |
| 最優秀邦楽新人アーティストビデオ賞                | THE RAMPAGE from EXILE TRIBE「Lightning」       | 久保茂昭                |
| 最優秀洋楽新人アーティストビデオ賞                | ショーン・メンデス「Treat You Better」          | RYAN PALLOTTA           |
| 最優秀ロックビデオ賞                              | WANIMA「CHARM」                                 |                         |
| 最優秀オルタナティブビデオ賞                      | レキシ「KATOKU」                                | 遠藤主任                |
| 最優秀ポップビデオ賞                              | エド・シーラン「シェイプ・オブ・ユー」          | JASON KOENIG            |
| 最優秀R&Bビデオ賞                                 | 三浦大知「(RE)PLAY」                            | 須永秀明                |
| 最優秀ヒップホップビデオ賞                        | KICK THE CAN CREW「千％」                       | 田辺秀伸                |
| 最優秀ダンスビデオ賞                              | MONDO GROSSO「ラビリンス」                      | 丸山健志                |
| 最優秀コラボレーションビデオ賞                    | 宇多田ヒカル「忘却 featuring KOHH」             | 山田健人                |
| 最優秀振付け賞                                    | 星野源「恋」                                    | 関和亮                  |
| Inspiration Award Japan                           | BUCK-TICK                                       |                         |
| Best Buzz Award                                   | 欅坂46                                          |                         |
| 最優秀メタルビデオ賞                              | メタリカ「Hardwired」                           |                         |

## デビュー

### 1月
- 13日 - DREAMCATCHER「悪夢」[117]
- 17日 - ソヒョン「Don't Say No」（ 韓国ソロデビュー）[118]
- 18日 - ハリウッドザコシショウ「ゴキブリ男」[119]
- 18日 - Da-little「Da Rhyizm」
- 18日 - 腹話「aNOThEr_ _」
- 24日 - グリーンボーイズ「グリーンボーイズ」[120]
- 25日 - Ayasa「BEST Ⅰ」
- 25日 - 一之瀬ユウ「Allone」[121]（メジャーデビュー）
- 25日 - SANOVA「Cloud9」(ソロデビュー)
- 25日 - 四星球「メジャーデビューというボケ」(メジャーデビュー)[122]
- 25日 - 港カヲル「俺でいいのかい 〜港カヲル、歌いすぎる〜」（ソロデビュー）
- 25日 - 100%「How to cry」(日本デビュー)[123]
- 25日 - 松井恵理子「にじようび。」[124]
- 25日 - メロディー・チューバック「Melody」（再デビュー）[125]
- 25日 - THE RAMPAGE from EXILE TRIBE「Lightning」[126]
- 25日 - wrong city「Breath for someone」
- スジ（ソロデビュー）[118]
- チャ・ユンジ[127]
- Bonus BABY[128]
- TOP SECRET[129]（ 韓国デビュー）
- VARSITY[130]

### 2月
- 1日 - 東山奈央「True Destiny/Chain the world」[131]
- 1日 - Lily's Blow[132]「NAI NAI NAI」[133]
- 8日 - 佐藤広大「佐藤広大」（メジャーデビュー）[134]
- 8日 - WEBER「オオカミの涙」[135]
- 8日 - PPP（ペパプ/PENGUINS Performance Project.）×どうぶつビスケッツ「ようこそジャパリパークへ」
- 8日 - Def Will「Winding Road」(配信)
- 8日 - FABLED NUMBER「ILLUMINATE」
- 15日 - キケチャレ!寿「ONE NIGHT SEXY GIRL!!!」[136]（メジャーデビュー）
- 15日 - majiko「CLOUD 7」
- 17日 - 小林初香[137]
- 22日 - YURiKA「Shiny Ray」[138]
- 22日 - sympathy「海鳴りと絶景」（メジャーデビュー）[139]
- 22日 - つばきファクトリー「初恋サンライズ/Just Try!/うるわしのカメリア」
- 22日 - みゆはん「自己スキーマ」[140]
- 22日 - 山田姉妹「あなた 〜よみがえる青春のメロディー」[141]
- 24日 - CRAZYBOY「NEOTOKYO EP」(配信)（ソロデビュー）

### 3月
- 1日 - スダンナユズユリー「OH BOY」[142]
- 1日 - 福井晶一「Blessings〜いつもそばに」
- 1日 - りりり「RIRIRI ANTHEM」
- 3日 - G☆Girls「ダイヤモンドラブ」（メジャーデビュー）[143]
- 8日 - NOW ON AIR「この声が届きますように」[144]
- 8日 - Clef Leaf「Evergreen」[145]
- 8日 - ちゃんみな「未成年」
- 8日 - 翠千賀「耀宴」
- 8日 - りーさーX「Serendipity」
- 8日 - LEO「玲央 1st」
- 12日 - みやぞん「牛にどつかれた」(配信)
- 15日 - 豚乙女「フルボッコ」[146]（メジャーデビュー）
- 15日 - めいちゃん「めいちゃんの頭の中はだいたいこんな感じです」
- 22日 - abe gakk「epilogue」
- 29日 - 三浦透子「かくしてわたしは、透明からはじめることにした」

### 4月
- 5日 - 田口淳之介「Connect」（ソロデビュー）
- 5日 - 夏川椎菜「グレープフルーツムーン」[147]（ソロデビュー）
- 5日 - 半﨑美子「うた弁」[148]（メジャーデビュー）
- 7日 - エンジュ「いとおしい」
- 9日 - Ordinary tales「らぶ♥ゾンビ! Feat.NONCHI」(配信)
- 12日 - NGT48「青春時計」[149]
- 12日 - Bentham「激しい雨/ファンファーレ」[150]（メジャーデビュー）
- 12日 - After the Rain「解読不能」「アンチクロックワイズ」
- 19日 - ANZEN漫才「かならず選挙に行く」
- 19日 - 井上実優「Boogie Back」
- 19日 - Roselia「BLACK SHOUT」
- 26日 - 芹澤優[151]「YOU & YOU」（ソロデビュー）
- 26日 - 虹のコンキスタドール「✝ノーライフベイビー・オブ・ジ・エンド✝」[152]（メジャーデビュー）
- 26日 - 西岡秀記「追憶」

### 5月
- 9日 - 末吉秀太(shuta sueyoshi)「Switch / Sad Story / to.ri.ca.go」(配信,CDデビューは2018年1月)
- 10日 - the peggies「ドリーミージャーニー」[153]
- 10日 - XY「We Gotta Fight」
- 10日 - H△G「声 ～VOCALOID Cover Album～」
- 17日 - Bitter & Sweet「幸せになりたい。/写真には残らないシュート」（メジャーデビュー）[154]
- 17日 - 亀と山P「背中越しのチャンス」
- 17日 - 電車「0’年代の電車 3TITLES」
- 17日 - MONSTA X「HERO」（日本デビュー）
- 17日 - WANIMA「Gotta Go!!」
- 24日 - たぴみる「発見者はワタシ」
- 24日 - BACK LIFT「BLANKS」
- 24日 - LOVEBITES「THE LOVEBITES EP」
- 31日 - 神様、僕は気づいてしまった[155][156]「CQCQ」
- 31日 - 銀河団「Galaxy Cluster」
- 31日 - 阪本奨悟「鼻声/しょっぱい涙」
- 31日 - Beverly「AWESOME」
- キム・チョンハ（ソロデビュー）[157][注 5]

### 6月
- 7日 - 新しい学校のリーダーズ「毒花」
- 7日 - 科楽特奏隊「ウルトラマン・ザ・ロックス」
- 7日 - 斉藤壮馬「フィッシュストーリー」
- 7日 - 菅田将暉「見たこともない景色」[158]
- 7日 - Vipera「Vipera」
- 14日 - FAKY「Unwrapped」
- 14日 - 村上佳佑「まもりたい」
- 20日 - LULU X「Do I」(再デビュー)
- 21日 - JUNNA「Vai! Ya! Vai!」（ソロデビュー）
- 21日 - スージー・ロッソ「ムゲン・ザ・ワールド」
- 21日 - BuZZ「LEAN ON ME」
- 21日 - FIVE NEW OLD「BY YOUR SIDE EP」
- 28日 - ISEKI「AOR FLAVA -mellow green-」
- 28日 - グッバイフジヤマ「チェリー」
- 28日 - 集団行動「集団行動」
- 28日 - SIN ISOMER「BURST Into ISOMER」
- 28日 - ヨルシカ「夏草が邪魔をする」（インディーズデビュー）

### 7月
- 2日 - 宮田悟志「サンサーラ」(配信)
- 5日 - トレモノ「island island」
- 12日 - 畠中祐「STAND UP」
- 12日 - 水谷果穂「青い涙」
- 12日 - タケト「ウソだろ!マジかよ!〜よしもと公式サイトver〜」
- 13日 - のん「エイリアンズ」（インディーズデビュー）
- 19日 - never young beach「A GOOD TIME」
- 21日 - BlackY「AΩ」
- 21日 - Yooh「RED ROAD」
- 21日 - Reborn-Art Session「What is Art?」
- 26日 - サイダーガール「エバーグリーン」
- 26日 - 坂口有望「好-じょし-」
- 26日 - DaizyStripper「AGAIN」[159]（メジャーデビュー）
- 26日 - 辻村有記「Ame Dance」(配信,CDデビューは2018年1月)
- 26日 - Meik「Make It Happen」
- 26日 - 安野希世乃「涙。」
- 27日 - HIROOMI TOSAKA「WASTED LOVE」（ソロデビュー）[160]

### 8月
- 1日 - どついたるねん「おならぷーぷーセッション」(配信,CDデビューは12月)
- 2日 - iMagic.「iMagic.」
- 2日 - スイートポップキャンディ「恋の池上通り～ikegami street of love～」
- 2日 - ピュアリーモンスター「教えてダーウィン」
- 9日 - コレサワ「コレカラー」
- 9日 - 橋本裕太「NEW WORLD」
- 9日 - 満島ひかり「群青」(配信)（ソロデビュー）
- 9日 - Miyuu「into you」(配信,CDデビューは2018年11月)
- 16日 - 祭nine.「嗚呼、夢神輿」
- 21日 - TORIENA「MELANCOZMO」
- 23日 - 大村ジーニアス「SHAKE HAND」(配信)
- 23日 - Qyoto「太陽もひとりぼっち」
- 23日 - KU「Which KU do you like?」
- 23日 - Cellchrome「Stand Up Now」
- 23日 - 横山だいすけ「さよならだよ、ミスター」[161]（ソロデビュー）
- 26日 - ハタリズム（秦基博+バカリズム）「「いくらだと思う?」って聞かれると緊張する」
- 30日 - 足立佳奈「笑顔の作り方〜キムチ〜/ココロハレテ」
- 30日 - SUGARCLIP「このまま朝が来るなら」
- 30日 - 山崎千裕「Sweet thing」

### 9月
- 6日 - =LOVE「=LOVE」
- 6日 - サイプレス上野とロベルト吉野「大海賊」
- 6日 - ぴろき「明るく陽気に、いきましょう。」
- 6日 - Lotus Land「3&3」
- 13日 - DRUM TAO「RISING ～SOUNDS OF DRUM TAO～」
- 13日 - TOKINE「tokyo」(配信)
- 13日 - TRUMP「TRUMP FIRST」
- 19日 - Takanori Nishikawa feat.Sueyoshi Shuta「BIRI×BIRI」
- 20日 - 清竜人TOWN「清竜人TOWN」
- 20日 - 22/7「僕は存在していなかった」
- 20日 - ほのかりん「メロンソーダ」
- 20日 - yonige「girls like girls」
- 27日 - コバソロ「これくしょん」
- 27日 - SWANKY DANK「Smokes」
- 27日 - 電波少女「HEALTH」
- 27日 - noovy「Garage」(日本デビュー)
- 27日 - Runny Noize「We are Runny Noize」

### 10月
- 4日 - adieu「ナラタージュ」
- 4日 - 須澤紀信「はんぶんこ/夢の続き」
- 10日 - DJ DEKKA「カラアゲイション」
- 11日 - BRADIO「LA PA PARADISE」
- 11日 - edda「チクタク」
- 18日 - スカート「20/20」
- 18日 - まふまふ「明日色ワールドエンド」
- 25日 - KEIKO"MYRAH"TOHYAMA「WHAT CAN I DO?」
- 25日 - jizue「grassroots」
- 25日 - 仲宗根泉「1分間のラブソング」（ソロデビュー）
- 25日 - NEENEE「N2」
- 25日 - 橋爪もも「願い」
- 25日 - ゆりやんレトリィバァ「友達失格」
- 25日 - rionos「ハシタイロ」
- 25日 - RIRIKO「その未来へ」

### 11月
- 1日 - 甘栗カンパニー「ファイティン」
- 1日 - 糸奇はな「環-cycle-」
- 1日 - 生まれたーズ「生まれたーズ 赤盤」
- 1日 - 崎山つばさ with 桜men「月花夜」
- 1日 - SWAY「MANZANA」
- 1日 - ニューヨーク「届かぬ想い」
- 1日 - ブロードキャスト!!「YEAH!!」
- 1日 - 松室政哉「毎秒、君に恋してる」
- 1日 - ムジカ・ピッコリーノ アポロンファイブ「ムジカ・ピッコリーノ アポロンファイブの挑戦」
- 1日 - 吉本新喜劇ィズ「Luck book new joy play?」
- 8日 - EspressoBoys「大人なKiss」
- 8日 - Creepy Nuts「高校デビュー、大学デビュー、全部失敗したけどメジャーデビュー。」
- 8日 - けんじる「食い込MEN!!」
- 8日 - Darjeeling「8芯2葉〜WinterBlend」
- 8日 - ポルカドットスティングレイ「全知全能」
- 10日 - サトミツ&ザ・トイレッツ「ホワイト・アルバム」
- 15日 - ASTERISM「The Session Vol.1」
- 15日 - in NO hurry to shout;「Close to me」
- 15日 - THE 川原「ポテンヒット」
- 15日 - XAI「WHITE OUT」
- 15日 - シマッシュレコード「手羽先の歌」
- 15日 - NALU-SEE☆「I LOVE ME」
- 22日 - ASCA「KOE」（再デビュー）
- 22日 - 凰稀かなめ「Again アゲイン」
- 22日 - Sonmi「ONE」
- 22日 - 港町ぎんぢろうとバスエのキャバレーズ「スマッシュ イット」
- 22日 - NormCore「それでも僕は生きている」
- 22日 - mayumi「The rising sun～太陽と一緒に」
- 29日 - 鍵盤男子「The future of piano」
- 29日 - Qaijff「愛を教えてくれた君へ」[162]
- 29日 - 笹谷晃平「親父は生きている」
- 29日 - 向井太一「BLUE」

### 12月
- 6日 - Ivy to Fraudulent Game「回転する」[163]
- 6日 - warbear「warbear」[164]
- 6日 - DADARAY「DADASTATION」[165]
- 6日 - THE PINBALLS「NUMBER SEVEN」[166]
- 6日 - RAMMELLS「Authentic」[167]
- 13日 - DROP DOLL「未完成なDreamer」
- 13日 - 博多華丸&須黒清華「もらい酒みなと旅」(配信)[168]
- 20日 - コミックシンガーズ「知らんどうでもええ!」
- 20日 - 暁音「Next Moment」[169]
- 20日 - ラストアイドル「バンドワゴン」

## 結成

### アイドル・ガールズグループ・ボーイバンド
- AIBECK
- 赤の流星（ - 2021年）
- アップアップガールズ（2）
- APOKALIPPPS
- イースターガールズ
- =LOVE
- IVOLVE（ - 2020年）
- 『インキーウップス』
- INTERSECTION
- IN2IT
- Weki Meki
- A.C.E
- S.I.S
- SHY48
- STU48
- MXM（ - 2019年）
- ELRIS
- ENVii GABRIELLA
- O'CHAWANZ
- cana÷biss
- 彼女のサーブ&レシーブ
- カラフルスクリーム
- 君の隣のラジかるん（ - 2021年）
- ぐーちょきぱー（ - 2018年）
- Cool-X
- GOOD DAY（ - 2019年）
- 校庭カメラガールドライ（ - 2019年）
- Golden Child
- cosmic!!
- SANDAL TELEPHONE
- JBJ（ - 2018年）
- SHA SHA（ - 2019年）
- Symdolick
- 新生おやゆびプリンセス（ - 2018年）
- CYNHN
- ぜんりょくボーイズ（ - 2021年）
- ダンシング☆プリンセス（ - 2018年）
- Dan te Lion
- CHERRY GIRLS PROJECT
- chuLa
- 手羽先センセーション
- DollyKiss
- トキヲイキル
- DREAMCATCHER
- Nicedice
- 九星隊（ - 2021年）
- なんキニ!
- ニコニコ♡LOVERS
- 西金沢少女団
- HIGHLIGHT
- Busters
- THE BANANA MONKEYS（ - 2021年）
- BNK48
- ピュアリーモンスター
- ピューパ!!
- Hyeongseop X Euiwoong
- FAVORITE
- PRISTIN（ - 2019年）
- BESTIEM（ - 2019年）
- BOY STORY
- MYTEEN（ - 2019年）
- MIGMA SHELTER
- 有楽町ベンチーズ
- らじお女子
- ラストアイドル
- RABBIT HUTCH
- Wanna One（ - 2019年）
- ヲルタナティヴ（ - 2019年）

### バンド・音楽グループ・音楽ユニット
- IMOCD!
- AIOLIN（ - 2021年）
- aoiro（ - 2021年）
- Academic BANANA
- alom（ - 2019年）
- Amber's
- unleash
- イージー・ライフ
- INNOSENT in FORMAL
- ウルトラ寿司ふぁいやー
- ACE COLLECTION
- EGG SHELL
- エホンノセカイ
- エルフリーデ
- Over The Top（ - 2018年）
- OverTone
- 怪盗戦隊ヌスムンジャー
- キズ
- キツネツキ
- CHARAMEL
- 銀河団 from 劇団番町ボーイズ☆
- King Gnu
- goomiey
- CRYAMY
- 月蝕會議
- Ghost like girlfriend
- CIRRRCLE
- THE ARNOLDS
- The Shiawase
- The Songbards
- THE ROSE
- THE LITTLE BLACK
- ザ・シー・ウィズイン
- サーフェシズ
- Satsubatsu Kids
- SANOVA
- SOMETIME'S
- サンズ・オブ・アポロ
- Zantö
- 集団行動
- スーパーストリングスコーベ
- 鈴木鈴木
- SWALLOW
- Saint Snow
- SOLEIL（ - 2019年）
- たけやま3.5
- DADARAY
- W-FUKUYAMA
- 2
- dps
- TETORA
- デスロール
- TENDRE
- .(dot)any
- トライシグナル
- DracoVirgo
- 長靴をはいた猫
- 名古屋ギター女子部
- ネクライトーキー
- Hakubi
- はじめあきらとつくもちゃん
- BuZZ
- 82回目の終身刑
- HONEYST（ - 2019年）
- PARIS on the City!
- PANDORA
- ひかりのなかに
- FantasticYouth
- FEARLESS
- フォンテインズD.C.
- BUZZ-ER.
- 冬にわかれて
- ブラック・プーマズ
- Flowes of Evil（ - 2020年）
- FRSKID
- FULL Kabs（ - 2017年）
- BULLPEN
- Hedgehog Maries
- 変態紳士クラブ
- まめしば
- MALLOW BLUE
- Mr.ふぉるて
- ミラキャラバン
- MINT mate box（ - 2019年）
- MELLOW MELLOW
- Mellow Youth
- 魍魎ズ
- MOTOR HOTEL
- MOS
- mono palette.
- ヤキトリオ
- YABI×YABI
- ゆいがーる
- 游彩（ - 2018年）
- yonawo
- ヨルシカ
- Run Girls, Run!
- Leetspeak monsters
- Re:Complex（ - 2021年）
- Les Lizz
- RiViNi
- Reborn-Art Session
- リュックと添い寝ごはん
- Rofu
- ロボガエル

## 活動再開・再結成
- 1月31日 - MAKIDAI[9]
- 2月15日 - 中島愛[170]
- 2月28日 - CHEMISTRY [171]
- 3月22日 - ZIGGY[172]
- 5月10日 - ゲスの極み乙女。[29]
- 6月18日 - KICK THE CAN CREW
- 6月23日 - indigo la End[49]
- 8月8日 - まなみのりさ[173]
- 11月1日 - 悠木碧[174]

## 活動休止・解散・引退

### 活動休止
- 1月1日 - NATURE DANGER GANG[175]
- 1月5日 - いきものがかり[3]（2018年11月3日活動再開）
- 1月6日 - DREADNOTE[176]
- 1月19日 - つばき[177]
- 1月20日 - 浮遊スル猫[178]
- 1月23日 - シキサイパズル[179]
- 1月25日 - 蜜[180]（2020年活動再開）
- 2月20日 - aquarifa[181]（2019年活動再開）
- 2月28日 - another sunnyday[182]
- 3月16日 - suzumoku[183]
- 3月27日 - 小南泰葉[184]
- 3月31日 - BACKDATE NOVEMBER[185]
- 4月17日 - 木戸口桜子（SUPER☆GiRLS）[40]
- 4月28日 - 悠木碧[186]（同年秋頃活動再開）
- 4月29日 - 撃鉄[187]
- 5月6日 - Faint⋆Star[188]
- 5月14日 - ヒラオコジョー・ザ・グループサウンズ[189]
- 5月16日 - Rega[190]
- 5月21日 - NOVELS[191]
- 5月26日 - ピンク・ベイビーズ[192]
- 5月中 - イッペイ（サクラメリーメン）[193]
- 6月11日 - dot the period[194]
- 6月30日 - ゆいかおり[195]
- 7月1日 - ALL OFF[196]
- 7月7日 - 初恋の嵐[197][198]
- 7月11日 - 和島あみ[199]（2018年5月6日活動再開）
- 7月13日 - ストロベリー症候群[200]
- 7月16日 - MARQUEE BEACH CLUB[201]
- 7月21日 - NECOKICKS[202]
- 8月27日 - RIDDLE[203]
- 8月27日 - LILY[204]
- 8月31日 - 天野月[205]（2018年11月29日活動再開）
- 8月31日 - リバーシブル吉岡[206]
- 9月16日 - プー・ルイ[207]
- 9月18日 - タッキー&翼[208]（翌年9月1日解散）
- 10月10日 - あヴぁんだんど[209]（2018年5月20日活動再開）
- 10月29日 - Sir Oriental Orchestra[210]
- 11月12日 - スフィア[211]（2019年2月活動再開）
- 11月16日 - 北野日奈子(乃木坂46)[212]（2018年7月活動再開）
- 11月23日 - パンパンの塔[213]
- 12月1日 - VAMPS[214]
- 12月6日 - flumpool[215]（2019年1月13日活動再開）
- 12月10日 - トライアンパサンディ[216]
- 12月15日 - ザ・チャレンジ[217]（2019年3月31日活動再開）
- 12月20日 - モノブライト[218]
- 12月28日 - the unknown forecast[219]
- 12月30日 - SiAM&POPTUNe[220]
- 12月14日 - 尾澤ルナ(SUPER☆GiRLS)[221]
- 12月26日 - Cyntia[222]
- 12月27日 - 終演後物販[223]
- 12月28日 - 兒玉遥(HKT48)[224]
- 12月31日 - MEJIBRAY[225]
- 12月31日 - Softly[226]
- 12月31日 - さしすせそズ[227]
- 12月31日 - SHAKALABBITS[228]

### 引退
- 1月2日 - 澤田リサ（仮面女子）[229]
- 1月17日 - 藤田みりあ(フェアリーズ)[230]
- 1月22日 - aoki laska[231]
- 2月20日 - 橋本奈々未（乃木坂46）[17][232]
- 3月31日 - さくらゆら(恵比寿★マスカッツ)[233]
- 5月25日 - 塩ノ谷早耶香[52]
- 6月12日 - 萩原舞（℃-ute）[58]
- 6月30日 - 嗣永桃子（カントリー・ガールズ、元Berryz工房）[234]
- 6月30日 - 橋本珠菜(ミライスカート)[235]
- 7月23日 - Ray[236]
- 7月23日 - 白戸佳奈(Dorothy Little Happy)[237]
- 11月19日[注 6] - 中元日芽香(乃木坂46)[238]
- 12月31日 - 遠藤舞[239]
- 12月31日 - 島田晴香(AKB48)[240]
- 12月31日 - 藤井萩花(E-girls)[241]

### 解散
- 1月8日 - SUNDAYS[242]
- 1月14日 - Doll☆Elements[243]
- 1月26日 - Wonder Girls[7]
- 2月12日 - ハグレヤギ[244]
- 2月17日 - B-DASH[245][246]
- 2月22日 - ボールズ[247]
- 3月2日 - カラスは真っ白[248]
- 3月26日 - Especia[249]
- 3月26日 - nanoRider[250]
- 3月31日 - Prizmmy☆[251]、プリズム☆メイツ[251]、Rev. from DVL[252][253]
- 3月31日 - WHITE ASH[254]
- 3月31日 - キャラメル☆リボン[255]
- 3月31日 - Tokyo Cheer② Party[256]
- 3月31日 - Hysteric Lolita[257]
- 4月1日 - T.C SPEAKER[258]
- 4月22日 - 或る感覚[259]
- 4月28日 - LUI FRONTiC 赤羽JAPAN[260]
- 4月29日 - メチャハイ♡[261]
- 4月29日 - SWEET CUTIE LOVELY DELUXXX[261]
- 4月30日 - グミ[262]
- 5月5日 - PiiiiiiiN[263]
- 5月20日 - がんばれ!Victory[264]
- 5月22日 - Buono![265]（活動終了）
- 6月4日 - Hauptharmonie[266]
- 6月12日 - ℃-ute[267][268]
- 6月14日 - LE VELVETS[269]
- 6月17日 - 清竜人25[270]
- 6月17日 - カメレオ[271]
- 6月23日 - 最終少女ひかさ[272]
- 6月23日 - QQIQ[273]
- 7月1日 - 0.8秒と衝撃。[274]
- 7月1日 - サンミニ[275]
- 7月6日 - Kidori Kidori[276]
- 7月11日 - 清竜人TOWN[277]
- 7月13日 - DOPING BERRY[200]
- 7月16日 - Dream[278]（活動終了）
- 7月17日 - Miniature Garden[279]
- 7月30日 - SKALL HEADZ[280]
- 7月30日 - FRUITPOCHETTE[281]
- 8月13日 - SECRET SERVICE[282]
- 8月18日 - 弾丸 NO LIMIT[283]
- 9月1日 - INKT[284]
- 9月9日 - みみめめMIMI[285]
- 9月16日 - plenty[34]
- 9月24日 - ぽわん[286]
- 9月30日 - 午前四時、朝焼けにツキ[287]
- 10月8日 - But by Fall[288]
- 10月9日 - 偶想Drop[289]
- 10月13日 - ALvino[290]
- 10月15日 - 白波多カミン with Placebo Foxes[291]
- 10月22日 - REOL[292]
- 10月26日 - ナタリー[293]
- 11月3日 - forestribe[294]
- 11月22日 - 赤色のグリッター[295]
- 11月23日 - メガマソ[296]
- 12月1日 - drop[297]
- 12月1日 - メランコリック写楽[298]
- 12月2日 - Does It Escape Again[299]
- 12月4日 - Hilcrhyme[300]（2018年9月2日活動再開）
- 12月9日 - ATLANTIS AIRPORT[301]
- 12月10日 - むすびズム[302]
- 12月11日 - Pottya[303]
- 12月12日 - チボ・マット[304]
- 12月20日 - SuG[305]
- 12月24日 - BREAKfAST[306]
- 12月24日 - ふくろうず[307]
- 12月28日 - PALET[308]
- 12月30日 - グリーヴァ[309]
- 12月30日 - ちんぽやくざ[310]
- 12月31日 - 空中メトロ[311]
- 12月31日 - デューク・エイセス[99]

### 脱退（卒業）
- 1月7日 - MAIKO(POP DISASTER)[312]
- 1月11日 - 相川茉穂(アンジュルム)[313]
- 1月12日 - 若田部遥(HKT48)[314]
- 1月15日 - 矢澤直紀(Yogee New Waves)[315]
- 1月20日 - 麻衣愛(Chu-Z)[316]
- 1月 - 木村朝教(CICADA)[317]
- 2月2日 - 天使もえ(恵比寿★マスカッツ)[318]
- 2月10日 - みずえ(つしまみれ)[319]
- 2月10日 - 彩乃なな(恵比寿★マスカッツ)[320]
- 2月14日 - 伊藤孝喜(ソウル・フラワー・ユニオン)[321]
- 2月18日 - Kick(ロリータ18号)[322]
- 2月19日 - TOSHI(FEELFLIP)[323]
- 2月23日 - アップル斎藤・ゼウス手塚(アップル斎藤と愉快なヘラクレスたち)[324]
- 2月26日 - ami、ayaka、mei(lyrical school)[325]
- 3月11日 - Shunp(NICOTINE)[326]
- 3月17日 - 青明寺浦正（風男塾）、赤園虎次郎（風男塾）[327]
- 3月17日 - 塚本舞(THE 夏の魔物)[328]
- 3月19日 - 後関好宏(在日ファンク)[329]
- 3月26日 - ZEN-LA-ROCK(MAGiC BOYZ)[330]
- 3月27日 - 中村ちひろ(禁断の多数決)[331]
- 3月30日 - 中村麻里子(AKB48)[332]
- 3月31日 - 伊藤千晃（AAA）[4]、前島亜美（SUPER☆GiRLS）[23]
- 3月31日 - 志良ふう子・舞川あや(LinQ)[333]
- 3月31日 - 東李苑(SKE48)[334]
- 3月31日 - 酒井萌衣(SKE48)[335]
- 3月31日 - 荻野沙織(A応P)[336]
- 3月31日 - 双葉苗(妄想キャリブレーション)[337]
- 4月2日 - 佐久間公平(Helsinki Lambda Club)[338]
- 4月10日 - 多田愛佳(HKT48)[339]
- 4月11日 - 高橋希良(AKB48)[340]
- 4月11日 - 上西恵(NMB48)[341]
- 4月15日 - KAZYA(175R)[342]
- 4月19日 - 小嶋陽菜(AKB48)[343]
- 4月19日 - 有安祐二(GOODWARP)[344]
- 4月23日 - 川村彩花(赤マルダッシュ☆)[345]
- 4月24日 - 中田ちさと(AKB48)[346]
- 4月30日 - 鈴木まりや(AKB48)[347]
- 5月4日 - 佑妃、泉貴(THE HOOPERS)[16]
- 5月7日 - 相谷麗菜(ミライスカート)[348]
- 5月12日 - Takayasu Taguchi(The fin.)[349]
- 5月13日 - やおたくや（パスピエ）[50]
- 5月13日 - 福地礼奈(AKB48)[350]
- 5月27日 - 藤江れいな(NMB48)[351]
- 5月31日 - 石田安奈(SKE48)[352]
- 6月8日 - 大島涼花(AKB48)[353]
- 6月9日 - U.G(ギターウルフ)[354]
- 6月10日 - 深澤大河(ZEN THE HOLLYWOOD)[355]
- 6月16日 - 河野穂乃花(ひめキュンフルーツ缶)[356]
- 6月25日 - Yurika(ЯeaL)[357]
- 6月30日 - 麻珠（Little Glee Monster）[注 7]
- 6月30日 - YURIA(Faint⋆Star)[358]
- 7月1日 - みっけ(Swimy)[359]
- 7月6日 - 藤井梨央(こぶしファクトリー)[360][361]
- 7月9日 - ブッシュドノエル・水月・アリッサ(Jin-Machine)[362]
- 7月23日 - 田名部生来(AKB48)[363]
- 7月31日 - ねんね(Gacharic Spin)[364]
- 8月6日 - 最上もが(でんぱ組.inc)[365]
- 8月20日 - MC MISAKI(ライムベリー)[366]
- 8月30日 - 須藤凜々花（NMB48）[367]
- 8月31日 - 佐藤千明(赤い公園)[368]
- 9月6日 - 小川麗奈(こぶしファクトリー)
- 9月13日 - 上水口姫香(アイドルカレッジ)[369]
- 9月16日 - 佐藤綾乃・仙石みなみ(アップアップガールズ（仮）)[370]
- 9月18日 - 白石はるか(リーガルリリー)[371]
- 9月24日 - 小杉隼太(SANABAGUN.)[372]
- 9月27日 - 木下百花(NMB48)[373]
- 9月30日 - 木﨑ゆりあ(AKB48)[374]
- 10月14日 - 加納靖識(ビレッジマンズストア)[375]
- 10月20日 - 田原和憲(アルカラ)[376]
- 10月29日 - 麻宮みずほ(THE 夏の魔物)[377]
- 10月31日 - meri(whiteeeen)[378]
- 11月6日 - Mayu(MYTH & ROID)[379]
- 11月16日 - 宮野大介(HERE)[380]
- 11月17日 - 黒宮れい(The Idol Formerly Known As LADYBABY)[381]
- 11月25日 - 指原莉乃(STU48)[382]
- 11月30日 - 大矢真那(SKE48)[383]
- 12月1日 - 木本花音(SKE48)[384]
- 12月2日 - MOCCHI(THE CHERRY COKE$)[385]
- 12月6日 - 田口夏実(こぶしファクトリー)[386]
- 12月11日 - 工藤遥（モーニング娘。）[387]
- 12月11日 - Yasunori Takada(MONO)[388]
- 12月14日 - コトリンゴ(KIRINJI)[389]
- 12月15日 - やまと（スノーマン（現:スピラ・スピカ））[390]
- 12月18日 - 高橋真作、海北真、石川直吉(asobius)[391]
- 12月18日 - ayumi(noodles)[392]
- 12月22日 - 吉田一郎(ZAZEN BOYS)[393]
- 12月23日 - 伊藤万理華（乃木坂46）[96]
- 12月23日 - MONICO(禁断の多数決)[394]
- 12月24日 - ほげちゃん(禁断の多数決)[395]
- 12月28日 - アベヨウスケ(Helsinki Lambda Club)[396]
- 12月30日 - SHOTA(X4)[397]
- 12月31日 - 佐藤すみれ(SKE48)[398]
- 12月31日 - MICHIRU(7!!)[399]
- 12月31日 - 渡辺麻友（AKB48）[400]

## 逮捕
| 4月12日 | shia.（Chanty）                  | 特殊詐欺容疑                 |
| 5月24日 | 田中聖（KAT-TUN）                | 大麻取締法違反容疑           |
| 6月1日  | T.O.P（BIGBANG）                 | 大麻吸引容疑                 |
| 6月14日 | 黒川拓哉（Le Velvets）           | 児童買春容疑                 |
| 8月22日 | 宮原学（BABY'S BREATH・KISSAMA） | 覚醒剤取締法違反（所持）容疑 |
| 9月25日 | Ametsub（斎藤昭人）              | 住居侵入および窃盗容疑       |
| 12月1日 | DJ KATSU（Hilcrhyme）            | 大麻取締法違反容疑           |

## 改名・表記変更
- 1月1日 - 天照大桃子→大桃子サンライズ
- 2月2日 - BELLRING少女ハート→There There Theres
- 3月1日 - Silent Siren→SILENT SIREN
- 3月9日 - Suck a Stew Dry→THURSDAY'S YOUTH
- 5月 - Srv.Vinci→King Gnu
- 5月1日 - 二丁ハロ→二丁目の魁カミングアウト
- 6月3日 - (アフィリア・サーガ・イースト→)アフィリア・サーガ→純情のアフィリア
- 6月7日 - palet→PALET
- 7月 - さきどり発信局→さきどり発進局
- 7月9日 - (みそっかす→)ミソッカス→みそっかす
- 11月8日 - じぇるの!→Jewel☆Neige
- 12月15日 - カフカ→KFK

## 結婚・出産・離婚

### 結婚
- 1月12日 - Saori（SEKAI NO OWARI）・池田大（俳優）
- 1月14日 - オカモトレイジ（OKAMOTO'S）・臼田あさ美（女優）
- 2月8日 - KLUTCH（ET-KING）・一般女性
- 2月11日 - 島袋寛子（SPEED）・早乙女友貴（俳優）
- 2月19日 - Ryota（ONE OK ROCK）・ミシェル（アヴリル・ラヴィーン実妹）
- 3月1日 - 笹口騒音（うみのて）・円庭鈴子（うみのて）
- 3月13日 - MAH（SiM）・ダーブロウ有紗（タレント）
- 3月13日 - 石川梨華（元モーニング娘。）・野上亮磨（プロ野球選手）
- 5月13日 - 神田沙也加・村田充（俳優）（2019年離婚）
- 5月27日 - AZU・一般男性
- 6月9日 - Tomoya（ONE OK ROCK）
- 6月16日 - 八反安未果・一般男性
- 7月 - mayuko（Aqua Timez）
- 7月28日 - 安東由美子・一般男性
- 9月1日 - TAKAHIRO（EXILE）・武井咲（女優）
- 10月2日 - 千葉涼平（w-inds.）・一般女性
- 10月15日 - ヨコタシンノスケ（キュウソネコカミ）
- 10月17日 - 酒井雄二（ゴスペラーズ）
- 10月18日 - 菅谷梨沙子（元Berryz工房）・一般男性
- 10月22日 - 宇佐美吉啓（EXILE）・杉ありさ（女優）
- 11月22日 - 吉木りさ・和田正人（俳優）
- 月日不明 - UG（元ギターウルフ）・矢沢洋子（元the generous）
- 月日不明 - JESSE（RIZE）※再婚

### 離婚
- 6月 - ASKA（CHAGE and ASKA）
- 8月 - yui（FLOWER FLOWER）
- 9月16日 - mono（神聖かまってちゃん）

## 死去
- 1月4日 - ジョルジュ・プレートル（指揮者）
- 1月8日 - ニコライ・ゲッダ（オペラ歌手）
- 1月18日 - 関根日出男（医師、チェコ音楽研究家）
- 1月18日 - ロバータ・ピータース（ソプラノ歌手）
- 1月21日 - ヴェリヨ・トルミス（作曲家）
- 1月22日 - ヤキ・リーベツァイト、ドイツのドラマー（カン。* 1938年）[401]
- 1月22日 - オヴァレンド・ワッツ（英語版）、イギリスのベーシスト（モット・ザ・フープル。* 1947年）[402]
- 1月23日 - ボビー・フリーマン（英語版）、アメリカ合衆国の歌手（* 1940年）[403]
- 1月24日 - ブッチ・トラックス（英語版）、アメリカ合衆国のドラマー（オールマン・ブラザーズ・バンド。* 1947年）[404]
- 1月27日 - ルドルフ・ビーブル（指揮者）
- 1月31日 - ディーク・レナード（英語版）、イギリスのギタリスト（* 1944年）[405]
- 1月31日 - ジョン・ウェットン、イギリス出身の歌手、ベーシスト（元キング・クリムゾン、エイジアなど。* 1949年）[406]
- 1月 - 青山ミチ（元歌手）
- 2月4日 - ジェルヴァース・ドゥ・ペイエ、英国のクラリネット奏者（* 1926年）[407]
- 2月5日 - スティーヴ・ラング（英語版）、カナダのベーシスト（* 1949年）[408]
- 2月6日 - レイモンド・スマリヤン、アメリカ合衆国の数学者・ピアニスト・論理学者・老荘哲学者・奇術師（* 1919年） [409]
- 2月8日 - 松野莉奈、日本のアイドル歌手・モデル（私立恵比寿中学。* 1998年）[410]）
- 2月10日 - Shu、日本の作詞家・シンガーソングライター・ナレーター（* 1958年）[411]
- 2月12日 - バーバラ・キャロル（英語版）、アメリカ合衆国のピアニスト（* 1925年）[412]
- 2月12日 - ジュスト・ピオ（英語版）、イタリアのバイオリニスト・音楽プロデューサー（* 1926年）[413]
- 2月12日 - アル・ジャロウ、アメリカ合衆国のジャズミュージシャン（* 1940年）[414]
- 2月16日 - 船村徹、日本の作曲家・歌手、JASRAC名誉会長（* 1932年）[415]
- 2月19日 - ラリー・コリエル、アメリカ合衆国のギタリスト（* 1943年）[416]
- 2月21日 - スタニスワフ・スクロヴァチェフスキ（指揮者）
- 2月23日 - リオン・ウェア（歌手、作曲家、プロデューサー）
- 2月24日 - 辛島文雄（ジャズピアニスト）
- 2月25日 - 中西俊夫、日本のミュージシャン・音楽プロデューサー・イラストレーター（* 1956年）[417]
- 2月26日 - 林浩彦、日本のフリーアナウンサー・ミュージシャン（* 1953年）[418]
- 2月28日 - クロード・パスカル（作曲家）
- 3月1日 - かまやつひろし、日本の歌手・ギタリスト・音楽プロデューサー・俳優、元ザ・スパイダース。（* 1939年）[419]
- 3月3日 - ミシャ・メンゲルベルク（ジャズピアニスト）
- 3月5日 - クルト・モル、ドイツの声楽家・オペラ歌手（* 1938年）[420]
- 3月6日 - アルベルト・ゼッダ（指揮者）
- 3月8日 - デイヴ・ヴァレンティン、アメリカのジャズフルート奏者（* 1952年）[421]
- 3月10日 - ロバート・ジェームズ・ウォラー、アメリカ合衆国の作家・カメラマン・音楽家（* 1939年）[422]
- 3月13日 - トミー・リピューマ、アメリカ合衆国の音楽プロデューサー、ヴァーヴ・レコード会長（* 1936年）[423]
- 3月16日 - ジェイムズ・コットン、アメリカ合衆国のブルースハーモニカ奏者・歌手（* 1935年）[424]
- 3月18日 - チャック・ベリー、アメリカ合衆国のミュージシャン（* 1926年）[425]
- 3月18日 - 宮本貞子、日本の声楽家（* 1929年?）[426]
- 3月18日 - トリシャ・ブラウン、アメリカ合衆国の振付師、ダンサー（* 1936年）[427]
- 3月20日 - ルイ・フレモー（指揮者）
- 3月22日 - シブ・ハシアン（英語版）、アメリカ合衆国のドラマー（* 1949年）[428]
- 3月23日 - ニーナ・オクセンチアン、ソビエト連邦のオルガン奏者（* 1916年）[429]
- 3月25日 - エルンスト・ザイラー（ピアニスト）
- 3月27日 - クレム・カーティス（英語版）、トリニダード・トバゴ出身の歌手（* 1940年）[430]
- 4月3日 - 松野茂（コントラバス奏者、教育家）
- 4月5日 - 大川公生（ロス・プリモス）
- 4月5日 - 加川良（フォークシンガー）
- 4月7日 - 松山祐士（作曲家）
- 4月11日 - トビー・スミス（ジャミロクワイ）
- 4月12日 - ペギー葉山、日本の歌手（* 1933年）[431]
- 4月16日 - アラン・ホールズワース（ギタリスト）
- 4月18日 - ゴードン・ラングフォード（作曲家）
- 4月20日 - 曽根幸明、日本の作曲家、シンガーソングライター曽根由希江の父（* 1933年）[432]
- 4月27日 - エドゥアルト・ブルンナー（クラリネット奏者）
- 5月6日 - 北原じゅん（作曲家）
- 5月9日 - マイケル・パークス（俳優、歌手）
- 5月9日 - 一色徳保（つばき）
- 5月11日 - ヨアヒム・カイザー（音楽評論家、作家）
- 5月17日 - クリス・コーネル、アメリカ合衆国のシンガー、ギタリスト、ソングライター（* 1964年）[433]
- 5月27日 - グレッグ・オールマン（ミュージシャン）
- 5月28日 - エリーザベト・ホイナツカ（チェンバロ奏者）
- 5月31日 - イルジー・ビエロフラーヴェク（指揮者）
- 6月2日 - ジェフリー・テイト（指揮者）
- 6月4日 - 逸見泰成、日本のギタリスト、元アナーキーメンバー（* 1960年）[434]
- 6月16日 - 月田秀子、日本のファド歌手（* 1951年）[435]
- 6月18日 - 松木恒秀、日本のギタリスト（* 1948年）[436]
- 6月18日 - 蓮実重臣、日本の作曲家、編曲家（* 1967年）[437]
- 6月20日 - プロディジー（英語版）、アメリカ合衆国のラッパー（モブ・ディープ。* 1974年）[438]
- 6月24日 - 佐藤公彦（元ピピ&コット）
- 7月1日 - 藤信初子、日本の浪曲曲師（* 1918年）[439]
- 7月3日 - 樋口晶之、日本のドラマー（* 1954年）[440]
- 7月5日 - ピエール・アンリ（作曲家）
- 7月6日 - 安西愛子、日本の童謡歌手、政治家、元自由民主党参議院議員（* 1917年）[441]
- 7月8日 - 横山菁児、日本の作曲家（* 1935年）[442]
- 7月11日 - ルイジ・フェルディナンド・タリアヴィーニ（音楽学者）
- 7月19日 - フェンウィック・スミス（フルート奏者）
- 7月19日 - 小川寛興、日本の作曲家（* 1925年）[443]
- 7月20日 - チェスター・ベニントン（リンキン・パーク）
- 7月21日 - 平尾昌晃、日本の歌手・作曲家（* 1937年）[444]
- 7月22日 - エルンスト・オッテンザマー（クラリネット奏者）
- 7月24日 - 山川啓介、日本の作詞家（* 1944年）[445]
- 7月25日 - 小林秀雄、日本の作曲家（* 1931年）[446]
- 7月26日 - パウル・アンゲラー（指揮者、作曲家）
- 7月31日 - ジャンヌ・モロー（女優、歌手）
- 7月31日 - 大賀寛（バリトン歌手）
- 7月31日 - チャック・ローブ（ギタリスト）
- 8月1日 - パトリック・トーマス（指揮者）
- 8月6日 - デイヴィッド・マスランカ（作曲家）
- 8月8日 - グレン・キャンベル（歌手、ギタリスト、司会者、俳優）
- 8月14日 - 三宅幸夫（音楽学者）
- 8月22日 - ジョン・アバークロンビー（ギタリスト）
- 9月3日 - ウォルター・ベッカー、アメリカ合衆国のギタリスト（スティーリー・ダン。* 1950年）[447]
- 9月5日 - ホルガー・シューカイ、ドイツのミュージシャン（元カン。* 1938年）[448]
- 9月6日 - デリク・ブルジョワ（作曲家）
- 9月10日 - 諸口あきら（タレント、歌手、俳優）
- 9月12日 - ジークフリート・ケーラー（指揮者）
- 9月14日 - グラント・ハート（ミュージシャン）
- 9月27日 - ズザナ・ルージチコヴァー（チェンバロ奏者）
- 10月2日 - トム・ペティ（ミュージシャン）
- 10月2日 - 仁井谷俊也（作詞家）
- 10月5日 - 三條正人、日本の歌手（鶴岡雅義と東京ロマンチカ。* 1943年）[449]
- 10月9日 - 熊谷賢一（作曲家）
- 10月22日 - 亀渕友香、日本のゴスペル歌手（* 1944年）[450]
- 10月23日 - ジョージ・ヤング、スコットランド出身のオーストラリアのミュージシャン・音楽プロデューサー（* 1947年）[451]
- 10月24日 - ファッツ・ドミノ、アメリカ合衆国の歌手・作曲家・ピアニスト（* 1928年）[452]
- 10月25日 - 遠藤賢司、日本のシンガーソングライター（* 1947年）[453][454]
- 11月9日 - チャック・モズレー（元フェイス・ノー・モア）
- 11月11日 - チキト・デ・ラ・カルサーダ（コメディアン、俳優、歌手）
- 11月15日 - リル・ピープ（ラッパー）
- 11月15日 - ルイス・バカロフ、アルゼンチン出身の作曲家 (* 1933年) [455]
- 11月18日 - マルコム・ヤング、スコットランド出身のオーストラリアのギタリスト (* 1953年) [456]
- 11月18日 - ベン・ライリー（ドラマー）
- 11月21日 - デヴィッド・キャシディ（俳優、歌手）
- 11月22日 - ディミトリー・ホロストフスキー（声楽家）
- 12月2日 - はしだのりひこ、日本のフォークソング歌手、作曲家（* 1945年）[457]
- 12月4日 - ジェイク・コンセプション（サクソフォーン奏者）
- 12月6日 - ジョニー・アリディ（歌手、俳優）
- 12月7日 - クリストゥス（元ネガティヴ）
- 12月9日 - 川越守（指揮者）
- 12月12日 - 原田茂生（バリトン歌手）
- 12月13日 - ウォーレル・デイン（サンクチュアリ、ネヴァーモア）
- 12月17日 - 妹尾隆一郎（ハーモニカ奏者）
- 12月18日 - ジョンヒョン（SHINee）
- 12月21日 - 石川忠（作曲家）
- 12月25日 - NAO（元UNITED）[458]
- 12月30日 - 日下部吉彦（音楽評論家、合唱指揮者）